# 早慶戦
早慶戦（そうけいせん）または慶早戦（けいそうせん）は、早稲田大学（以下、「早稲田」）と慶應義塾大学（以下、「慶應」）との、早慶両校の対抗戦である。主にスポーツ（特に野球、サッカー、ラグビー、レガッタ）での対戦における伝統の一戦としてメディア等で扱われており、「学生による世界三大競技」の1つとして認知されている。スポーツ分野以外でもこの両校の学生サークルが実施する討論会などで使用されることがある。

## 呼称
一般には「早慶戦」の呼称が定着しているが、慶應義塾の関係者からは「慶早戦」と呼ばれることがある。とはいえ必ずしも統一されておらず、あえて「早慶戦」と呼ぶ慶應関係者も多いとされる。慶應大学准教授の都倉武之は「多くの塾関係者も『早慶戦』と呼ぶのが実態」としている。慶應大学と関連組織でも、学生部や体育会では「早慶戦」、應援指導部、慶早戦支援委員会（学生有志による団体。後述）では「慶早戦」と呼ぶなど対応が分かれる。
「早慶戦」表記が定着した理由として「早稲田出身のマスコミ関係者が多かったため」との説があるが、都倉は「単に語呂が良かった」説を推し、また「世間で『早慶戦』表記が定着しているのに、目くじらを立て『慶早戦』と呼ぶのはスマートさを欠き、かえって慶應らしくない」としている。2008年、創立150周年を記念し刊行された『慶應義塾史事典』の編集会議では「慶早戦」表記への統一が試みられたが、慶應内部にも「早慶戦」表記を推す部があり紛糾し、ついに統一されなかった。

## 硬式野球

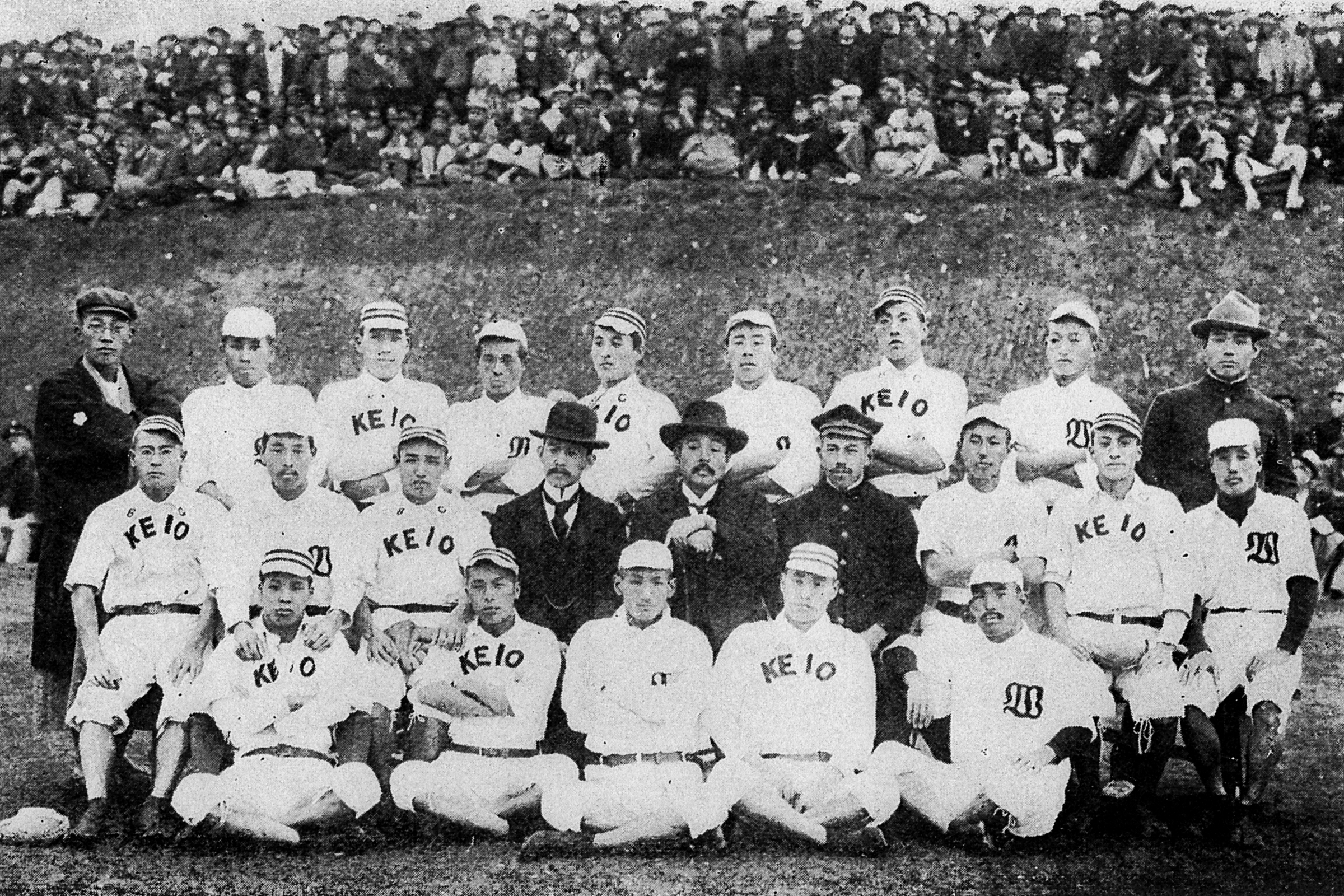
早慶両チームの記念写真（1904年秋、戸塚球場）

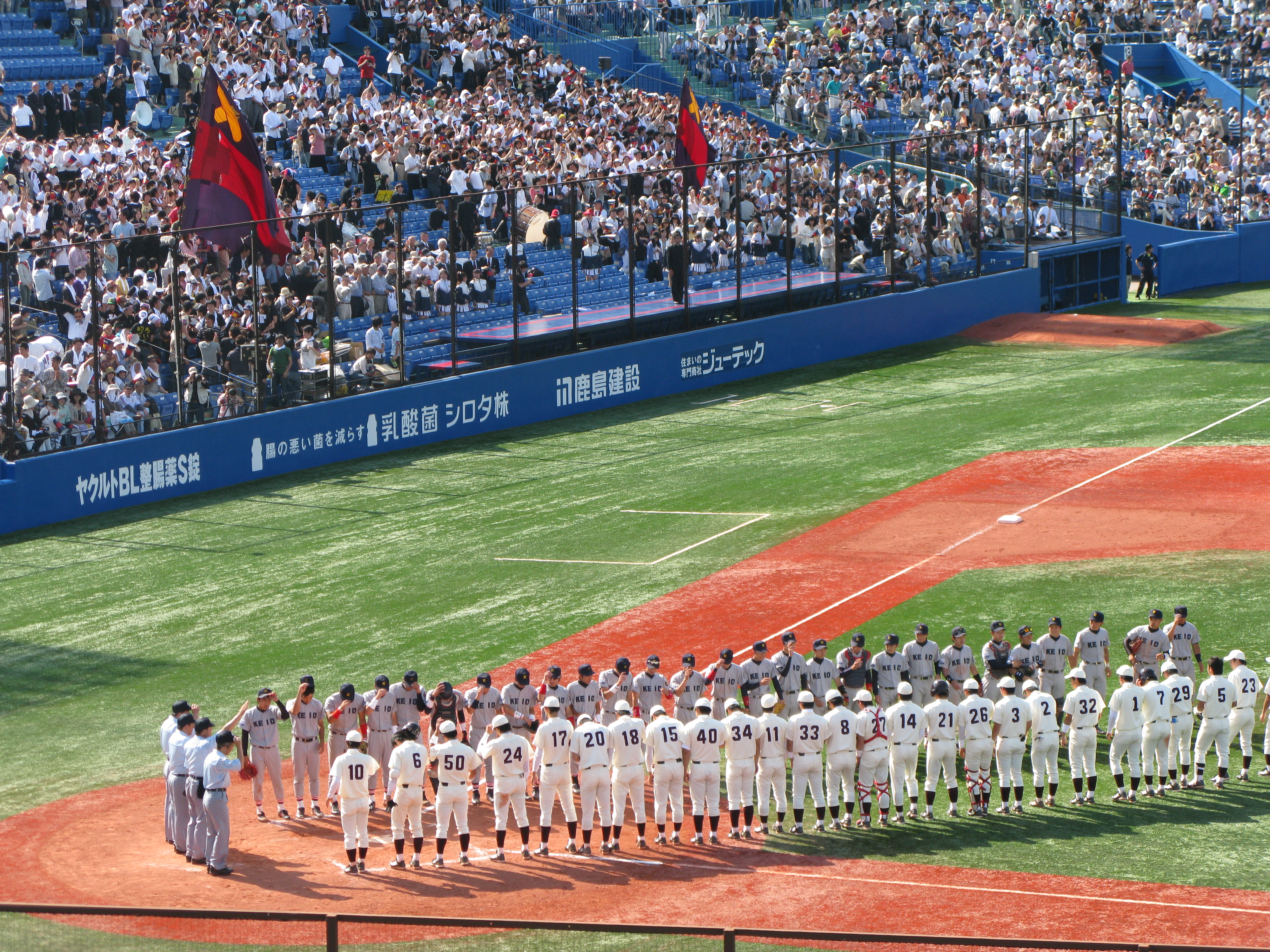
2008年春の早慶戦

早稲田と慶應による硬式野球が「早慶戦」の起源とされる。
この早慶両校の野球チームの対抗は、現在のような各種野球大会・対抗戦・競技団体組織が未整備だった当時創成期の日本野球界やさらにスポーツ界全体においても大変な人気を博し、その後の東京六大学野球連盟の結成、さらに各地のアマチュア野球の形成・発展、そしてプロ野球の発足へと続く日本野球の発展に大きく貢献し、またその礎となった。こうした歴史からマスコミで早慶戦に触れる際に「伝統の」という言葉を冠することが多い。このような早慶野球戦の発展（と紆余曲折）が早慶両校の対抗意識を醸成し、結果として後年には他の競技や更には学術分野にまで早慶両校間の対抗・連携にまで影響を及ぼすようになった。
現在は東京六大学リーグ戦の最終週に組み込まれており、同リーグ戦の看板カードである。NHK Eテレなどによるテレビ中継も行われている。華やかにして創意工夫に富み、なおかつ礼・節を保った応援合戦は日本の野球応援に多大な影響を及ぼしてきた（後述）。早慶両校に優勝がかかる展開となれば、学生のみならずファン・OBが駆けつけ神宮球場を埋める。優勝校は神宮から学舎まで紅白の提灯を掲げてのパレード（「提灯行列」、「提灯パレード」と呼ばれる）を行う。
開催時期は春季が5月最終週か6月第1週の土・日曜日、秋季が10月最終週か11月第1週の土・日曜日、ともに神宮球場で行われる（なお、神宮球場は早慶戦を初めとする東京六大学野球を収容する球場として発足している）。東京六大学リーグは通常1週に2カード組まれるが、最終週の早慶戦のみ単独開催となっている。これは、後述のように東京六大学連盟が早慶戦を起源とすることに由来したものである。
リーグ戦の他に現役・OB混成チームによる「オール早慶野球戦」（全早慶戦）が行われる。2003年度は早慶戦100周年を記念し、プロ選手のOBも出場した。2009年度は、8月22日に松山市坊っちゃんスタジアムで、11月23日には阪神甲子園球場でも開催された（甲子園での開催は53年ぶり）。2008年8月6日から20日にかけては、ブラジル日本人移民100周年記念として、早慶両部によるブラジル遠征も行われた。
春の早慶戦は両校のサークルにとって新入生歓迎行事の一環として利用されることもあって、両学生席とも外野席まで使っての大応援となる。基本的に学生席内は座席指定がなく早い者勝ちとなるため、しばしば徹夜による席取りが行われてきた。これが球場周囲をはみ出して一般道にまで及んだり、酒に酔った学生が器物を壊したり、また一般人とけんか沙汰になるなど社会問題化したため、徹夜待ちは禁止となっている。
入場待ちの学生を統制するのは早稲田では「早慶戦支援会」、慶應では「慶早戦支援委員会」という、いずれも学生有志で組織された会が応援（指導）部員とともに担っている。また、徹夜待ち回避のため、サークル対象に行われる事前の入場順位抽選や、リーグ戦観戦時に得られるスタンプを規定数持っている学生には優先して早慶戦の学生席券を売る・あるいは入場順を考慮するなどの工夫も見られる。

### 歴史

#### 開始から中断まで

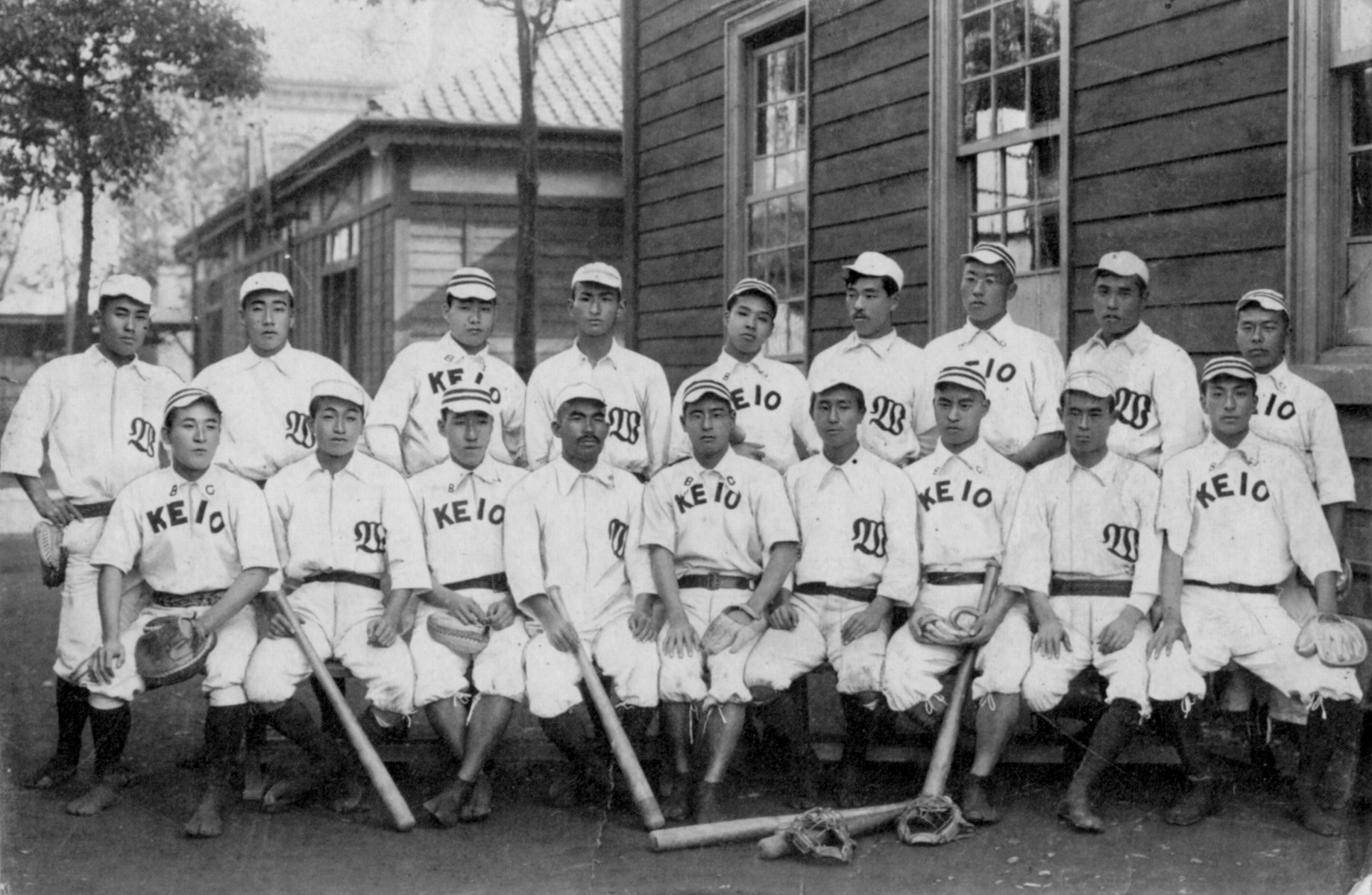
第1回早慶戦の両校選手
（1903年11月21日。前列右から吉川清、小原益遠、宮原清、河野安通志、青木泰一、橋戸信、時任彦一、森本繁雄、林田峯次、後列右から宮本熊三郎、猪瀬順、桜井弥一郎、泉谷祐勝、高浜徳一、押川清、柳弥五郎、獅子内謹一郎、鈴木豊）

両校の初の対戦は1903年（明治36年）11月21日、慶應の三田綱町球場にて行われた。早稲田が先輩格の慶應に「挑戦状」を送達し、慶應がそれに応じたことによって行われた試合である（このときの双方の書面は野球殿堂博物館に所蔵されている）。挑戦状の筆者は当時の早稲田主将橋戸信であったといわれている。
第1回早慶戦
|          | 1 | 2 | 3 | 4 | 5 | 6 | 7 | 8 | 9 | R  |
| -------- | - | - | - | - | - | - | - | - | - | -- |
| 慶應義塾 | 0 | 2 | 1 | 2 | 0 | 0 | 2 | 4 | 0 | 11 |
| 早稲田   | 0 | 5 | 1 | 0 | 0 | 0 | 2 | 0 | 1 | 9  |

1. （慶）：桜井 - 青木
2. （早）：河野 - 泉谷
3. 審判
［球審］黒田

試合は11-9で慶應の勝利。当時早稲田は野球部発足から1年余り、対する慶應は発足から20年近い歴史を持ち当時最強を誇った一高に勝った実績も持っていた。しかし後発でかつ格下の早稲田が大いに善戦したことによって慶應も対戦相手にふさわしいと評価し、翌年から定期戦を行うことに決まった。
1904年（明治37年）6月1日・2日、当時学生野球王者と謳われた一高野球部に早慶両校が連日にわたり勝利すると、早慶戦は学生野球の頂点＝当時の日本野球の頂点を争う試合として衆目を集めた。早稲田のアメリカ遠征（1905年）後には定期戦を2勝先勝方式にし、2勝した側にトロフィーを与えることとした（トロフィーは早稲田渡米の際、サンフランシスコ在留の日本人協議会から贈られた銀杯であった）。現在東京六大学野球をはじめ多くの大学野球で採用される、勝ち点制のはじまりである。

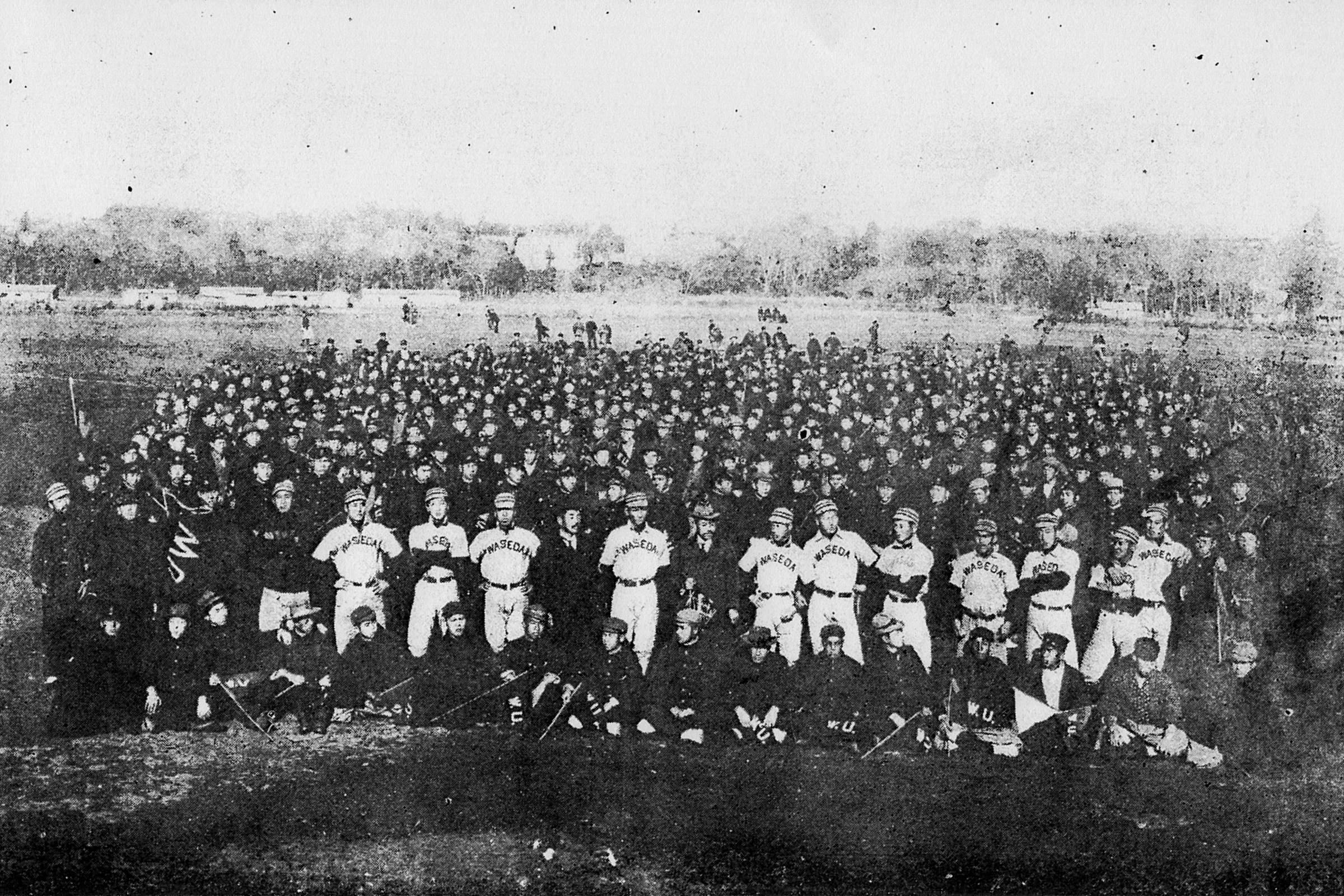
早慶戦中止の報に接した早大野球部員と応援団員（1906年11月11日）

かくて早慶両校は一躍球界の頂点を争う存在となったが、それは同時に応援合戦の過熱も招き、1906年（明治39年）10月28日、第1戦に勝利した慶應の学生が大隈重信邸・早稲田正門で万歳を行えば、11月3日の第2戦に勝利した早稲田の学生も福澤諭吉邸・慶應表門に大挙して万歳三唱を行うなど、両校応援団は一触即発となる。応援席の配分を巡る混乱もあって、険悪な状況となった。更なる事態の悪化を危惧した両校当局は11月11日に予定されていた第3戦を中止、以後早慶戦は長い空白期間に入る。

#### 空白の19年間
早稲田側の認識ではあくまでも一時中止であって、ほとぼりが冷めればいずれ再開するであろうと考えていたが、慶應側には再開の意志は全くなく、11月13日に綱町グラウンドで開かれた学生大会で早稲田との事実上の訣別を意味する決議案を採択した。そのことを知った早稲田主将押川清は慶應主将桜井弥一郎と直談判し、早稲田は応援無しでも関西開催でも構わないと主張したが、慶應側の再開反対の意志を変えることはできなかった。
その後も早稲田は再三にわたって早慶戦再開を打診したものの、その都度拒否され続けたため、1911年（明治44年）12月、ついに早稲田は慶應に対する絶縁状を発し、これを諸新聞諸雑誌に公表した。
1914年（大正3年）秋、明大野球部の主唱により早慶明の三大学リーグが発足し、これと同時に早稲田は慶應への絶縁状を取り消したものの、この時点での早慶戦は実現せず、早明戦と慶明戦のみの変則的なリーグ形態となった。その後1917年（大正6年）には法政、1921年（大正10年）には立教の各大学がこのリーグに加わるが、早慶戦のみは依然として行われなかった。早慶戦復活を願うファンの声に応えるかのように両校OBによる三田・稲門戦も実施され、他方剣道・ラグビー・陸上競技などで早慶の対抗試合が行われたりもしたが、両校OBらの反発はなお強く、野球の早慶戦は再開されなかった。

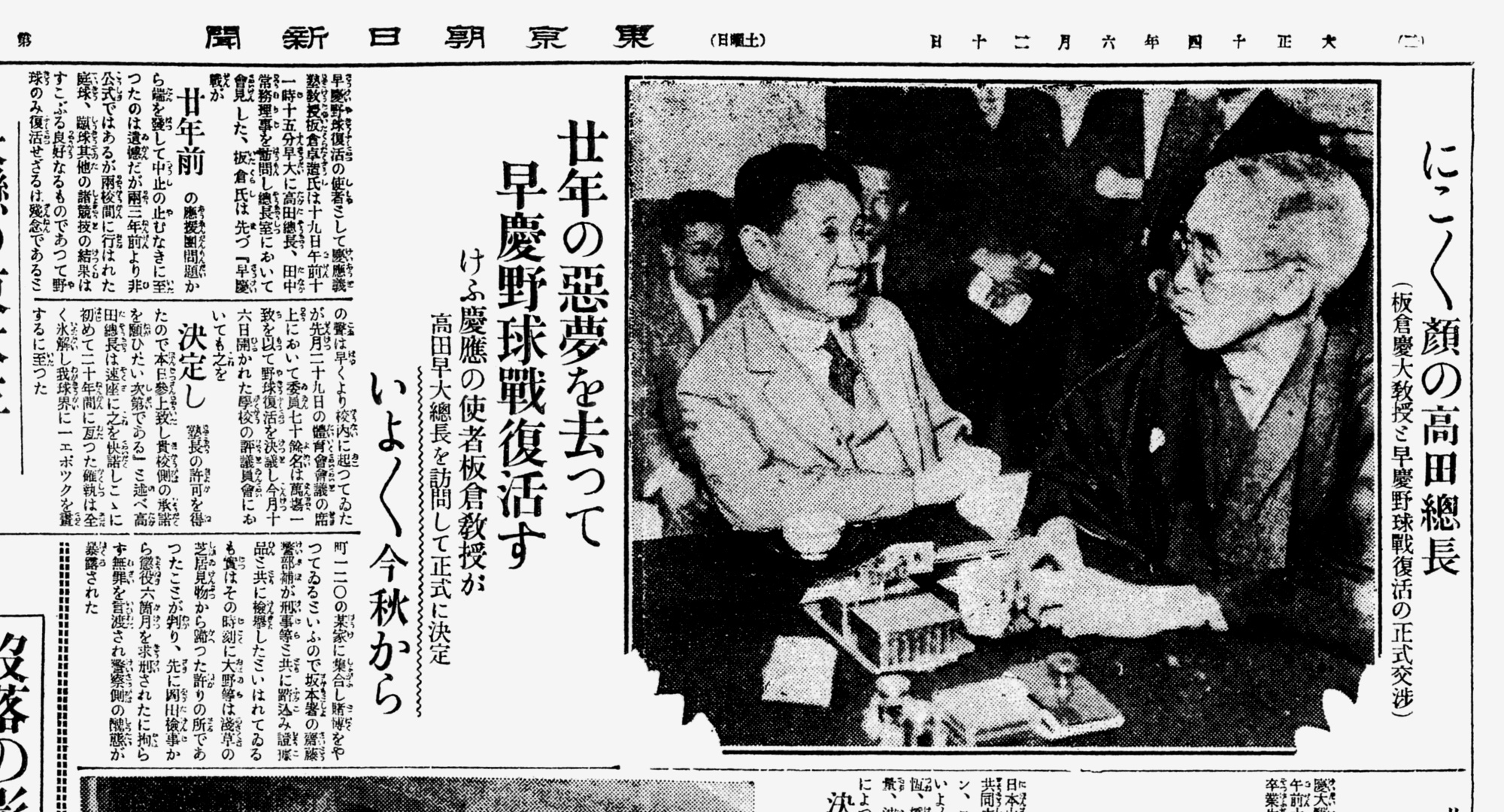
廿年の悪夢を去つて早慶野球戦復活す（『東京朝日新聞』 1925年6月20日付夕刊2面）

この間1917年には嘉納治五郎が第3回極東選手権競技大会の国内予選で早慶戦を実現させるべく斡旋を試みたが、慶應はこれも拒否した。
こうした状況を打破するため、1924年（大正13年）頃から明治が中心となり早慶戦復活を打診するが、早稲田側は同意し慶應も現役は歓迎したものの特にOB側が難色を示し続けた（中でも慶應義塾評議員会の主池田成彬が猛反対していたといわれる）。1925年（大正14年）に東大（当時は東京帝国大学）が加盟、これを突破口とすべく明大野球部長内海弘蔵および法大監督武満国雄を中心に「早慶戦復活に反対する者を除外して新リーグを結成する」と強硬な態度を示したことと、慶應主将桐原真二らの説得もあって、慶應OB側もようやく早慶戦復活を受諾。かくして東京六大学野球連盟が創設、19年ぶりの早慶戦復活が実現した。

#### 早慶戦黄金時代

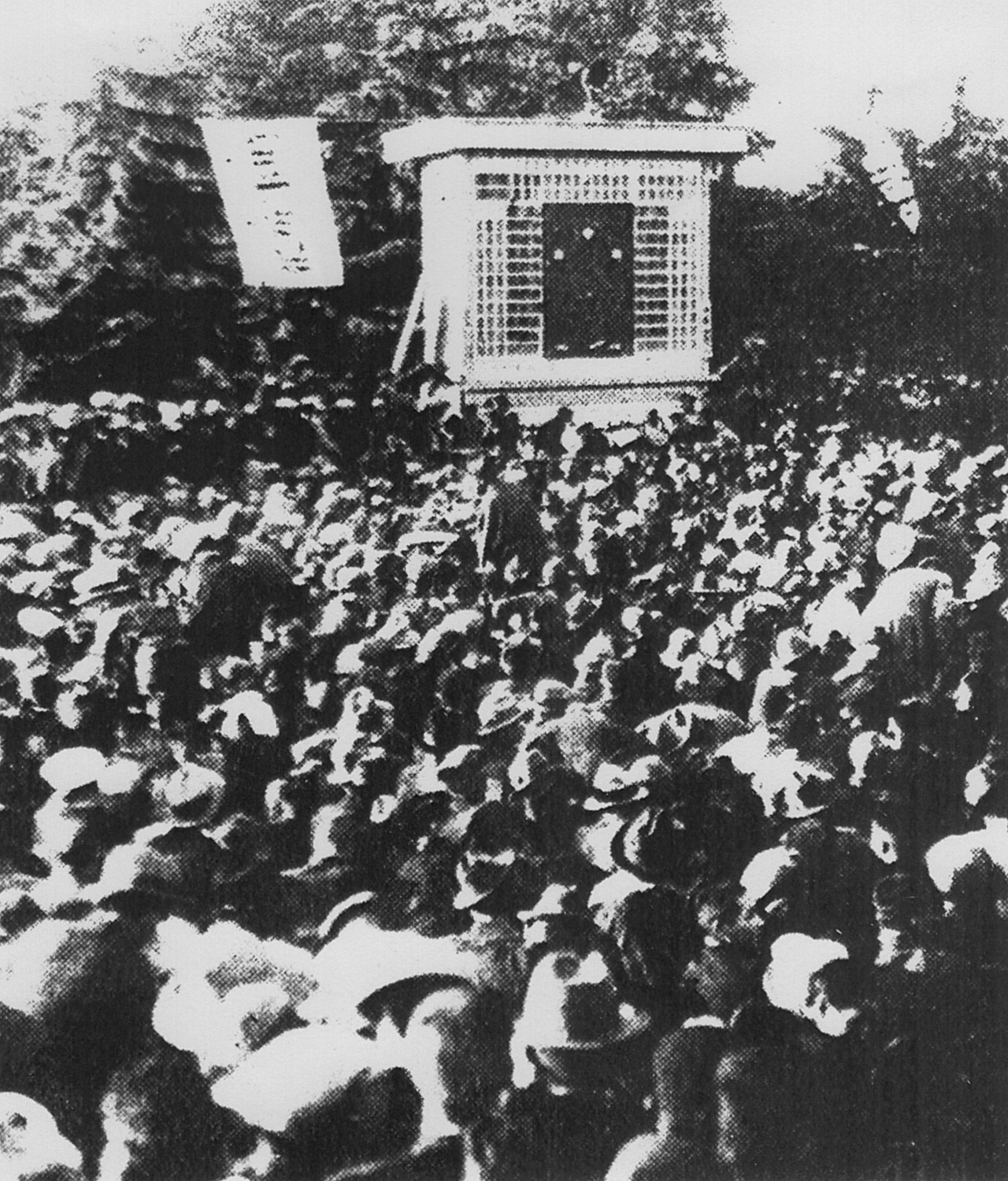
日比谷公園に設置されたプレイヤーズボールド

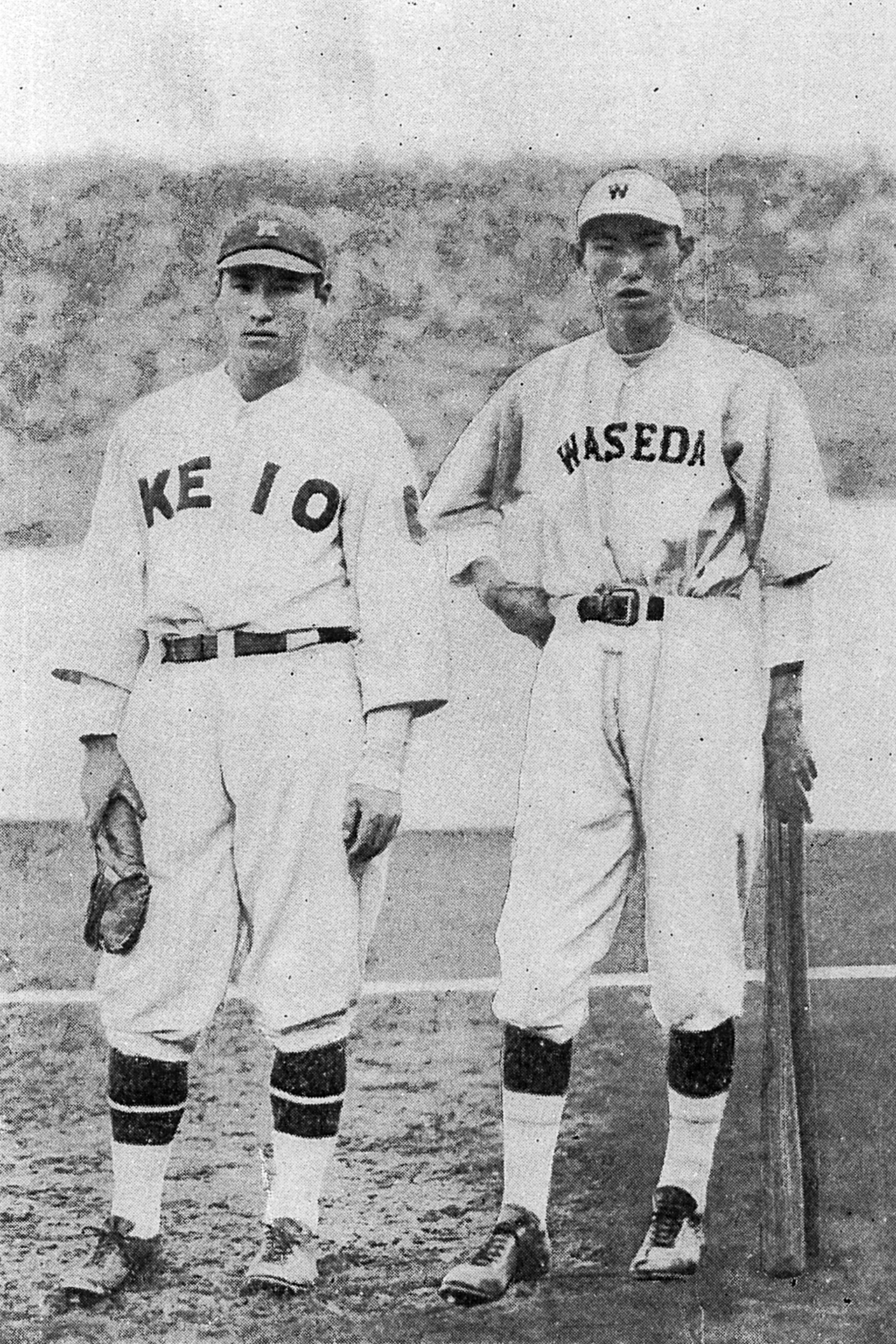
宮武三郎（左）と小川正太郎（右）

復活した早慶第1回戦（1925年10月19日）の試合前、早稲田部長安部磯雄がグラウンドに立ち、早慶戦復活が野球の発展にいかなる意義をもつかを、応援におけるマナーの遵守を求める請願とともに満場に訴えた。
早慶戦は再び大きな関心事となり、試合の模様は当時普及を始めたラジオの電波に乗って全国に広まっていった。球場に入れないファン向けに試合を解説する特設ステージ（プレイヤーズボールドなる速報板を設置）が設けられるなど、「早慶戦狂時代」（松内則三）と呼ばれるほどの盛り上がりを見せた。
1929年（昭和4年）秋季の対決は双方全勝同士の決戦となり、慶應宮武三郎・早稲田小川正太郎の両エースの対決は全国的な熱狂を生み、早稲田佐藤茂美の逆転ランニングホームランによる劇的決着は新国劇によって舞台化され、また横山エンタツ・花菱アチャコの漫才コンビも題材に使用した。
入場券を求めに神宮球場に徹夜の列ができるなど応援も再び過熱し、1933年（昭和8年）には早稲田側応援席から投げ込まれたリンゴを慶應三塁手・水原茂が投げ返したことに端を発した、いわゆる「リンゴ事件（水原リンゴ事件）」が発生、早慶戦中止の第二の危機かと騒がれた。このリンゴ事件以降早慶戦では、ダッグアウト及び応援席は早稲田が一塁側、慶應が三塁側に固定されることになった。この方法は現在まで踏襲されている。同時にこの頃から、早慶戦がリーグ戦の最終週に行われるようになった。

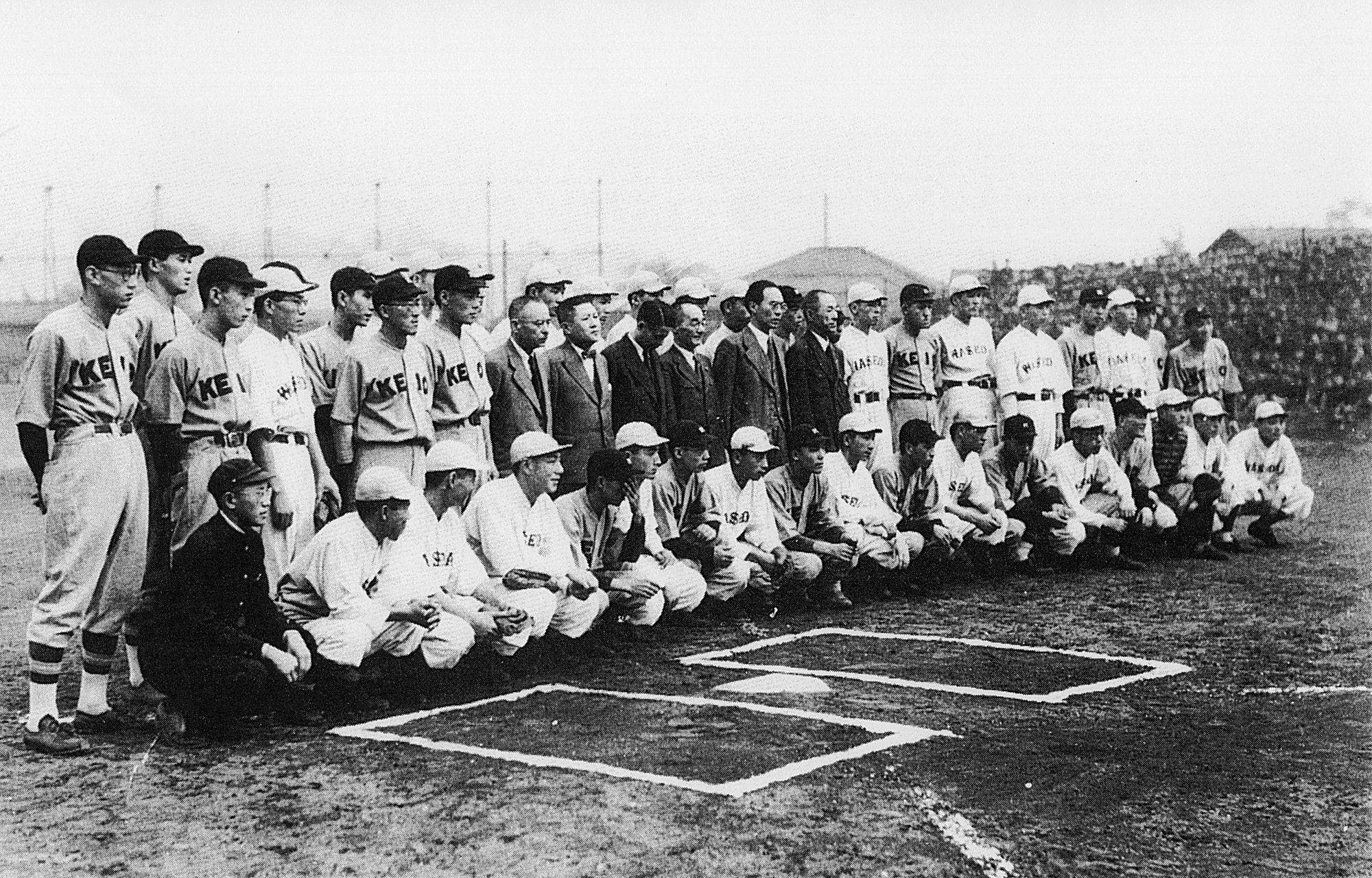
出陣学徒壮行早慶戦

戦時体制下の1943年（昭和18年）、東京六大学野球連盟は解散。しかし学徒出陣を前に慶應からの働きかけをもとに10月16日、早稲田の戸塚球場にて「出陣学徒壮行早慶戦」（俗に言う「最後の早慶戦」）が行われた。選手たちの多くは戦場にかり出され、命を落とす者も少なくなかった。

#### 戦後の早慶戦

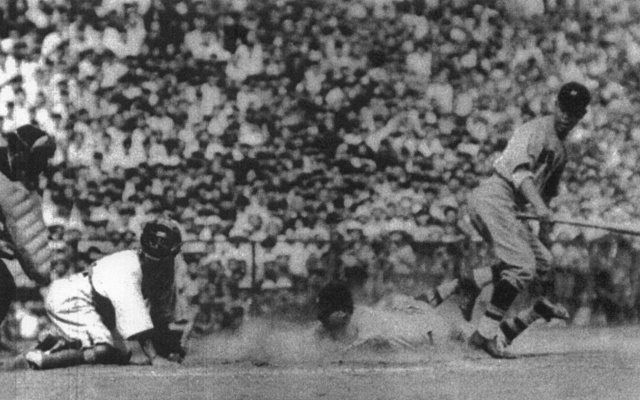
戦後間もなく再開された早慶戦（1946年春）

終戦間もない1945年（昭和20年）10月28日に神宮球場で戦後初の野球試合である東京六大学OB紅白試合が行われ、翌月18日には全早慶戦も行われた。当時神宮球場は米軍に接収されていたため、進駐軍の協力を得ての実現であった。全早慶戦はその後1946年（昭和21年）1月に阪急西宮球場で、4月に後楽園球場・高岡・金沢でも行われている。そして5月には復活した東京六大学野球連盟によるリーグ戦が再開された。その年のリーグ優勝を春慶應・秋早稲田と分け合うと、以後1956年（昭和31年）までの11年間22シーズン中、早慶で17回の優勝を占め、戦前に次ぐ第二の黄金時代を現出した。
その後長嶋茂雄の登場により立教にリーグ戦の主役の座を一時明け渡すが、1960年（昭和35年）秋のリーグ戦は最終週の早慶戦で早稲田が2勝1敗した結果、早慶両校が勝ち点・勝率とも首位で並び、両校による優勝決定戦となった。一発勝負の決定戦であるが、試合は1-1の引き分け。再試合も0-0で引き分け、再々試合を早稲田が安藤元博の4連投により3-1で制し、ようやく早稲田の優勝が決定した。これがいわゆる早慶六連戦である。
早慶戦100周年を迎えた2003年（平成15年）11月には神宮球場にてプロアマのOBを交えた記念試合が行われた。なお、この記念試合は慶應が3-2で勝利した。2010年秋には慶應が早慶戦で首位早稲田に連勝して勝ち点・勝率で並び、早慶六連戦以来50年ぶりに早慶両校による優勝決定戦が行われた（早稲田が10-5で勝利）。
2018年（平成30年）秋季早慶戦は平成最後の早慶戦となり、3校（慶應、早稲田、法政）に優勝がかかった状況となった。早慶が1勝1敗で迎えた3回戦。慶應が勝てば優勝し46年ぶりのリーグ三連覇が決まり、敗れれば法政の優勝が決まる大一番となった。8回裏終了時に慶應がリードし、慶應が46年ぶりのリーグ三連覇まであと3アウトまできた9回、早稲田が犠飛で追いつき、さらに適時打で5-4と逆転し慶應を下した。慶應は46年ぶりのリーグ三連覇を逃した。
2020年（令和2年）11月、秋季早慶戦は、史上初の早慶両校が無敗で、優勝のかかる早慶戦となった。早稲田が先勝した翌日の早慶戦2回戦。慶應は2季ぶり38度目の優勝に、あと1アウトまで迫っていたが、9回2死から蛭間拓哉が中越えに逆転2点本塁打を放ち、早稲田が逆転し、10季ぶり46度目の優勝を決めた。
2022年（令和4年）には過去の早慶戦の舞台となった慶應義塾綱町グラウンドと安部球場跡が日本野球聖地・名所150選に選定された。
なお、東京六大学リーグ戦の優勝校には天皇杯が授与されるが、その基は戦前の摂政杯。昭和天皇は戦前1度（1929年）戦後1度（1950年）、上皇明仁も1994年春に早慶戦を天覧している。

### 対戦成績
- 東京六大学リーグ戦における対戦成績（1925年秋～2023年秋）は早稲田241勝、慶應200勝、引分11。
- 優勝決定戦5回（早稲田4勝、慶應1勝、引分2）。尚慶応が最も対戦成績が拮抗しているのは2023年現在早慶戦ではなく慶法戦である。

勝敗以上に、内容の濃い好勝負を展開してきた。両校で優勝を争うだけでなく、相手の優勝を阻む熱戦が展開されることもしばしばあった。1971年からの慶應3連覇は、同年春早稲田に連敗（そのため法政が勝率で上回り優勝）しなければ4連覇となったところであり、1950年からの早稲田3連覇も、前年秋の慶應の雪辱なければ5連覇を果たしていたところ（早稲田先勝後2戦目もリードしていたが突然の豪雨でノーゲーム、雨上がりの一戦を慶應が制し早稲田が優勝を逸す）であった。1986年春は慶應が秋春連続優勝まであと1勝と迫った3回戦、9回2死2ナッシングまで早稲田を追い詰めながらまさかの逆転サヨナラ打を浴び優勝を逸した。2009年秋季も勝ち点を取れば優勝の早稲田に慶應が連勝し、早稲田の同一シーズン4年連続優勝を阻んだ。その一方2014年秋季は双方とも2連勝すれば優勝が決まる状況であったが、2戦目で1勝1敗となり明治に優勝をさらわれる格好となってしまった。

## レガッタ
早慶野球戦に次いで行われた早慶の対校戦。概ね毎年4月中旬の日曜日に隅田川にて開催される。一般的に「早慶レガッタ」という言葉はメインレースである「対校エイト」を指すことが多いが、実際は「対校女子舵手付クォドルプル」「対校舵手付フォア」を含めた全3種目の対戦であり、OB・OG戦、招待試合等を含めると当日は10種目以上のレースが行われている。
なお「対校エイト」は、かつてはテレビ東京が地上波で生中継していたが、現在はCS放送の日テレG+に中継放送権が移り、日テレG+によるテレビ放映が行われている。
第1回は1905年5月8日、隅田川にて開催された。野球同様、早稲田が先輩格の慶應に試合を申し入れた事に端を発している。レースは慶應有利の下馬評を覆して早稲田の勝利（第1回のみ「エイト」ではなく「シックス」によるレース）。大いに評判となった早慶レガッタだったが、早慶野球戦のあおりを受け中断、第2回開催は1930年であった。
戦時体制下、1943年の第15回大会を最後に再び中断。
1944年には、観衆・審判の居ない、選手だけによる「幻の早慶レガッタ」が行われたと言われている。公式大会は終戦後の1947年に復活した。
1957年の第26回大会は荒天により川面に白波が立つ中でのレースとなった。ボートの浸水が予想される中、早稲田クルーは「ボートを沈めることなくゴールする事」を重視し、ボートを漕ぐ選手とボートに浸入した水を食器で掻き出す選手に分けてレースに臨んだ。一方の慶應クルーは「選手全員で最後まで漕ぎ続ける事」を重視し、ボートが沈む前にゴールまで辿り着く事を選択した。レースは序盤慶應が早稲田を大きく引き離したが、慶應艇がレース途中で浸水により失速、そのまま沈没。早稲田は浸水を避けゴールし、審判は早稲田の勝利を宣言した。早稲田側は好天下での再レースを申し入れたが、慶應側は「審判の裁定に従う」と主張し、再レースは行われなかった。
このエピソードは『スポーツマンシップのお手本になるもの』と多くの関係者に深い感銘を与えると同時に、後に小学校6年生国語の教科書（学校図書発行）において「あらしのボートレース」という題名で1961年から1970年まで取り上げられた。
隅田川でのレースは橋梁工事や水質汚濁の影響に伴い1961年の第30回大会を最後に一旦中断。戸田漕艇場・荒川・相模湖等に会場を移しながら開催を続けた。しかし多くのファン、OBから隅田川での開催復活が望まれ、川の水質浄化も進んだことから1978年に再び隅田川へ回帰。以降は現在まで隅田川にてレースが開催されている。
2010年では開始直前に慶應艇が沈没をしたため開始時刻が大幅にずれた。
2011年の第80回は3月の東日本大震災の発生に伴う社会的状況を考慮し、開催場が当初予定の隅田川から戸田漕艇場に変更され、開催日も当初予定の4月17日から23日へと順延となった。
※早慶レガッタ（定期戦）に倣って、各大学の対抗戦が行われている。1991年から始った「グリーンレガッタ」（4月29日に実施）中央大学・法政大学・東京経済大学・日本体育大学 4大学対抗戦もその一例である。現在2016年日体大は参戦していない。

### 対校エイト対戦成績一覧
■早稲田：49勝42敗、同着1
■慶應義塾：42勝49敗、同着1
| 回数 | 年月日        | 会場                                     | 早稲田                               | 早稲田                               |                                      | 慶應                                 | 慶應                                 | 備考                                 |
| 回数 | 年月日        | 会場                                     | タイム                               |                                      | 差                                   |                                      | タイム                               | 備考                                 |
| ---- | ------------- | ---------------------------------------- | ------------------------------------ | ------------------------------------ | ------------------------------------ | ------------------------------------ | ------------------------------------ | ------------------------------------ |
| 1    | 1905年5月8日  | 隅田川: 吾妻橋 - 東大艇庫前 1,250 m      | ─                                    | ○                                    | 1.5艇身                              | ●                                    | ─                                    | この年のみ対校シックス               |
| 2    | 1930年4月29日 | 尾久: 日の出製肥 - 学習院艇庫 2,000 m    | 6分39秒4                             | ○                                    | 1/5艇身                              | ●                                    | 6分40秒0                             |                                      |
| 3    | 1931年4月29日 | 隅田川: 厩橋 - 白鬚橋 3,000 m            |                                      | ●                                    | 2艇身                                | ○                                    | 9分45秒0                             |                                      |
| 4    | 1932年4月29日 | 隅田川: 東武鉄橋 - 鐘ヶ淵 3,000 m        | 11分59秒0                            | ○                                    | 1シート                              | ●                                    |                                      |                                      |
| 5    | 1933年4月29日 | 隅田川: 東武鉄橋 - 鐘ヶ淵 3,000 m        |                                      | ●                                    | カンバス                             | ○                                    | 9分55秒0                             |                                      |
| 6    | 1934年4月29日 | 荒川放水路: 千住新橋 - 新川渡し: 3,000 m |                                      | ●                                    | 0.5艇身                              | ○                                    | 8分49秒0                             |                                      |
| 7    | 1935年4月29日 | 荒川放水路: 千住新橋 - 新川渡し: 3,000 m |                                      | ●                                    | 4艇身                                | ○                                    | 9分27秒0                             |                                      |
| 8    | 1936年4月29日 | 荒川放水路: 千住新橋 - 新川渡し: 3,000 m |                                      | ●                                    | 60 cm                                | ○                                    | 10分52秒0                            |                                      |
| 9    | 1937年4月29日 | 荒川尾久: 尾竹橋 - 梶原渡し 3,200 m      | 9分07秒0                             | ●                                    | 180 cm                               | ○                                    | 9分06秒5                             |                                      |
| 10   | 1938年4月29日 | 荒川尾久: 尾竹橋 - 梶原渡し 3,200 m      | 10分03秒0                            | ○                                    | 2艇身                                | ●                                    |                                      |                                      |
| 11   | 1939年4月29日 | 荒川尾久: 尾竹橋 - 梶原渡し 3,200 m      | 9分56秒                              | ○                                    | 2艇身                                | ●                                    |                                      |                                      |
| 12   | 1940年4月29日 | 荒川尾久: 尾竹橋 - 梶原渡し 3,200 m      |                                      | ●                                    | 1 1/3艇身                            | ○                                    | 9分25秒                              |                                      |
| 13   | 1941年4月29日 | 戸田コース: 2,000 m                      | 6分46秒8                             | ○                                    | 2 1/2艇身                            | ●                                    |                                      |                                      |
| 14   | 1942年4月29日 | 戸田コース: 2,000 m                      | 6分42秒4                             | ○                                    | 2 1/2艇身                            | ●                                    |                                      |                                      |
| 15   | 1943年4月3日  | 戸田コース: 2,000 m                      | 7分10秒5                             | ○                                    | 150 cm                               | ●                                    |                                      |                                      |
| 16   | 1947年5月11日 | 隅田川: 吾妻橋 - 白鬚橋: 2,000 m         |                                      | ●                                    | 4艇身                                | ○                                    | 6分52秒5                             |                                      |
| 17   | 1948年9月18日 | 隅田川: 向島 - 言問橋 2,000 m            | 6分15秒7                             | ○                                    | 1/2艇身                              | ●                                    |                                      |                                      |
| 18   | 1949年9月4日  | 戸田コース: 2,000 m                      |                                      | ●                                    | 3艇身                                | ○                                    | 7分18秒0                             |                                      |
| 19   | 1950年5月20日 | 隅田川: 永代橋 - 白鬚橋 6,000 m          |                                      | ●                                    | 6艇身                                | ○                                    | 19分40秒0                            |                                      |
| 20   | 1951年5月12日 | 隅田川: 永代橋 - 向島大倉別荘艇 6,000 m  |                                      | ●                                    | 3艇身                                | ○                                    | 20分32秒4                            |                                      |
| 21   | 1952年5月10日 | 隅田川: 永代橋 - 大倉別邸 6,000 m        | 18分55秒0                            | ○                                    | 10艇身                               | ●                                    |                                      |                                      |
| 22   | 1953年5月10日 | 隅田川: 永代橋 - 大倉別邸 6,000 m        | 20分38秒5                            | ○                                    | 7艇身                                | ●                                    |                                      |                                      |
| 23   | 1954年5月9日  | 隅田川: 永代橋 - 大倉別邸 6,000 m        | 19分26秒5                            | ○                                    | 3艇身                                | ●                                    |                                      |                                      |
| 24   | 1955年5月8日  | 隅田川: 永代橋 - 大倉別邸 6,000 m        | 18分32秒0                            | ○                                    | 5艇身                                | ●                                    |                                      |                                      |
| 25   | 1956年4月1日  | 隅田川: 永代橋 - 大倉別邸 6,000 m        |                                      | ●                                    | 5艇身                                | ○                                    | 20分34秒0                            |                                      |
| 26   | 1957年5月12日 | 隅田川: 永代橋 - 大倉別邸 6,000 m        | 24分02秒0                            | ○                                    |                                      | ●                                    | 沈没                                 |                                      |
| 27   | 1958年5月11日 | 隅田川: 永代橋 - 大倉別邸 6,000 m        |                                      | ●                                    | 3.5艇身                              | ○                                    | 19分40秒8                            |                                      |
| 28   | 1959年4月29日 | 隅田川: 鐘ヶ淵 - 東武鉄橋 3,100 m        | 10分15秒8                            | ○                                    | 1 2/3艇身                            | ●                                    |                                      |                                      |
| 29   | 1960年3月13日 | 戸田コース: 1,600 m                      |                                      | ●                                    | 2 1/3艇身                            | ○                                    | 6分00秒4                             |                                      |
| 30   | 1961年5月7日  | 隅田川: 永代橋 - 大倉別邸 6,000 m        |                                      | ●                                    | 10艇身                               | ○                                    | 19分28秒8                            |                                      |
| 31   | 1962年4月29日 | 戸田コース: 2,000 m                      |                                      | ●                                    | 1.5艇身                              | ○                                    | 6分10秒0                             |                                      |
| 32   | 1963年5月19日 | 相模湖コース: 2,000,m                    |                                      | ●                                    | 5艇身                                | ○                                    | 6分49秒2                             |                                      |
| 33   | 1964年7月5日  | 戸田コース: 2,000 m                      | 6分22秒5                             | ○                                    | 1.5艇身                              | ●                                    |                                      |                                      |
| 34   | 1965年4月18日 | 荒川: 赤羽鉄橋 - 戸田橋 3,800 m          | 11分09秒0                            | ○                                    | 2艇身                                | ●                                    |                                      |                                      |
| 35   | 1966年4月17日 | 荒川: 赤羽鉄橋 - 戸田橋 3,800 m          | 14分18秒2                            | ○                                    | 大差                                 | ●                                    |                                      |                                      |
| 36   | 1967年4月16日 | 荒川: 赤羽鉄橋 - 戸田橋 3,800 m          |                                      | ●                                    | 4艇身                                | ○                                    | 13分15秒5                            |                                      |
| 37   | 1968年4月14日 | 荒川: 新大橋 - 戸田橋 4,000 m            | 12分02秒6                            | ○                                    | 50 cm                                | ●                                    |                                      |                                      |
| 38   | 1969年4月20日 | 戸田コース: 2,000 m                      |                                      | ●                                    | 1/3艇身                              | ○                                    | 6分48秒1                             |                                      |
| 39   | 1970年4月12日 | 戸田コース: 2,000 m                      | 6分38秒8                             | ○                                    | カンバス                             | ●                                    |                                      |                                      |
| 40   | 1971年4月18日 | 荒川: 新大橋 - 戸田橋 4,000 m            |                                      | ●                                    | 12艇身                               | ○                                    | 13分40秒7                            |                                      |
| 41   | 1972年4月9日  | 荒川: 新大橋 - 戸田橋 4,000 m            | 14分29秒7                            | ○                                    | 8艇身                                | ●                                    |                                      |                                      |
| 42   | 1973年4月15日 | 荒川: 新大橋 - 戸田橋 4,000 m            | 12分52秒7                            | ○                                    | 2艇身                                | ●                                    |                                      |                                      |
| 43   | 1974年4月28日 | 戸田コース: 2,100,m                      | 7分02秒3                             | ○                                    | カンバス                             | ●                                    |                                      |                                      |
| 44   | 1975年4月20日 | 戸田コース: 2,130 m                      | 7分31秒6                             | ○                                    | 5艇身                                | ●                                    |                                      |                                      |
| 45   | 1976年4月11日 | 戸田コース: 2,130 m                      | 7分20秒2                             | ○                                    | 1 2/3艇身                            | ●                                    |                                      |                                      |
| 46   | 1977年4月17日 | 戸田コース: 2,130 m                      | 7分09秒1                             | ○                                    | 1/2艇身                              | ●                                    |                                      |                                      |
| 47   | 1978年4月16日 | 隅田川: 永代橋 - 白鬚橋 6,000 m          |                                      | ●                                    | 大差                                 | ○                                    | 21分53秒0                            |                                      |
| 48   | 1979年4月15日 | 隅田川: 両国橋 - 白鬚橋 4,000 m          | 12分02秒0                            | ○                                    | 1 1/3艇身                            | ●                                    |                                      |                                      |
| 49   | 1980年4月20日 | 隅田川: 両国橋 - 白鬚橋 4,000 m          | 14分38秒0                            | ○                                    | 沈没                                 | ●                                    |                                      |                                      |
| 50   | 1981年4月26日 | 隅田川: 両国橋 - 白鬚橋 4,000 m          | 12分44秒4                            | ○                                    | 1 1/3艇身                            | ●                                    |                                      |                                      |
| 51   | 1982年4月11日 | 隅田川: 両国橋 - 白鬚橋 4,000 m          | 12分03秒8                            | ○                                    | 4艇身                                | ●                                    |                                      |                                      |
| 52   | 1983年4月17日 | 隅田川: 両国橋 - 白鬚橋 4,000 m          |                                      | ●                                    | 1 1/2艇身                            | ○                                    | 12分39秒4                            |                                      |
| 53   | 1984年4月22日 | 隅田川: 両国橋 - 白鬚橋 4,000 m          |                                      | ●                                    | 4艇身                                | ○                                    | 14分07秒0                            |                                      |
| 54   | 1985年4月21日 | 隅田川: 両国橋 - 白鬚橋 4,000 m          | 11分30秒8                            | ○                                    | 2 1/2艇身                            | ●                                    |                                      |                                      |
| 55   | 1986年4月13日 | 隅田川: 両国橋 - 白鬚橋 4,000 m          |                                      | △                                    | 同着                                 | △                                    |                                      |                                      |
| 56   | 1987年4月5日  | 隅田川: 両国橋 - 白鬚橋 4,000 m          |                                      | ●                                    | 3 1/2艇身                            | ○                                    | 12分30秒58                           |                                      |
| 57   | 1988年4月10日 | 隅田川: 両国橋 - 白鬚橋 4,000 m          | 14分02秒87                           | ○                                    | カンバス                             | ●                                    |                                      |                                      |
| 58   | 1989年4月8日  | 隅田川: 両国橋 - 白鬚橋 4,000 m          |                                      | ●                                    | 5 cm                                 | ○                                    | 12分10秒83                           |                                      |
| 59   | 1990年4月15日 | 隅田川: 両国橋 - 白鬚橋 4,000 m          | 12分38秒27                           | ○                                    | 8艇身                                | ●                                    |                                      |                                      |
| 60   | 1991年4月28日 | 隅田川: 両国橋 - 白鬚橋 4,000 m          |                                      | ●                                    | 4艇身                                | ○                                    | 12分00秒61                           |                                      |
| 61   | 1992年4月19日 | 隅田川: 両国橋 - 白鬚橋 4,000 m          | 12分02秒35                           | ○                                    | 3艇身                                | ●                                    |                                      |                                      |
| 62   | 1993年4月29日 | 隅田川: 両国橋 - 白鬚橋 4,000 m          |                                      | ●                                    | 大差                                 | ○                                    | 15分06秒89                           |                                      |
| 63   | 1994年4月17日 | 隅田川: 両国橋 - 白鬚橋 3,200 m          |                                      | ●                                    | 2 2/3艇身                            | ○                                    | 10分31秒31                           |                                      |
| 64   | 1995年4月16日 | 隅田川: 両国橋 - 白鬚橋 3,200 m          |                                      | ●                                    | 3 1/2艇身                            | ○                                    | 9分21秒37                            |                                      |
| 65   | 1996年4月21日 | 隅田川: 両国橋 - 白鬚橋 3,200 m          | 8分59秒74                            | ○                                    | 1 1/4艇身                            | ●                                    |                                      |                                      |
| 66   | 1997年4月20日 | 隅田川: 両国橋 - 白鬚橋 3,200 m          | 9分56秒72                            | ○                                    | 1 1/3艇身                            | ●                                    |                                      |                                      |
| 67   | 1998年4月19日 | 隅田川: 両国橋 - 白鬚橋 3,200 m          | 11分16秒58                           | ○                                    | 1/2カンバス                          | ●                                    |                                      |                                      |
| 68   | 1999年4月18日 | 隅田川: 両国橋 - 白鬚橋 3,200 m          |                                      | ●                                    | 1/2艇身                              | ○                                    | 9分01秒55                            |                                      |
| 69   | 2000年4月16日 | 隅田川: 両国橋 - 白鬚橋 3,200 m          |                                      | ●                                    | 6艇身                                | ○                                    | 9分37秒90                            |                                      |
| 70   | 2001年4月22日 | 隅田川: 両国橋 - 白鬚橋 3,200 m          |                                      | ●                                    | 1艇身                                | ○                                    | 10分24秒09                           |                                      |
| 71   | 2002年4月21日 | 隅田川: 両国橋 - 白鬚橋 3,200 m          | 11分37秒22                           | ○                                    | 4艇身                                | ●                                    |                                      |                                      |
| 72   | 2003年4月20日 | 隅田川: 両国橋 - 桜橋上流 3,200 m        | 10分29秒41                           | ○                                    | 2艇身                                | ●                                    |                                      |                                      |
| 73   | 2004年4月18日 | 隅田川: 両国橋 - 桜橋上流 3,200 m        |                                      | ●                                    | 2 1/2艇身                            | ○                                    | 8分40秒41                            |                                      |
| 74   | 2005年4月17日 | 隅田川: 両国橋 - 桜橋上流 3,200 m        |                                      | ●                                    | 5艇身                                | ○                                    | 10分27秒26                           |                                      |
| 75   | 2006年4月16日 | 隅田川: 両国橋 - 桜橋上流 3,000 m        | 10分29秒41                           | ○                                    | 2/3艇身                              | ●                                    |                                      |                                      |
| 76   | 2007年4月15日 | 隅田川: 両国橋 - 桜橋上流 3,000 m        | 9分25秒84                            | ○                                    | 2艇身                                | ●                                    |                                      |                                      |
| 77   | 2008年4月20日 | 隅田川: 両国橋 - 桜橋上流 3,000 m        | 9分19秒89                            | ○                                    | 3 1/2艇身                            | ●                                    |                                      |                                      |
| 78   | 2009年4月19日 | 隅田川: 両国橋 - 桜橋上流 3,000 m        |                                      | ●                                    | 2 1/2艇身                            | ○                                    | 10分38秒08                           |                                      |
| 79   | 2010年4月28日 | 隅田川: 両国橋 - 桜橋上流 3,000 m        | 8分42秒62                            | ○                                    | 1 3/4艇身                            | ●                                    | 8分48秒71                            |                                      |
| 80   | 2011年4月29日 | 戸田オリンピックボートコース: 2,000 m    | 6分08秒8                             | ○                                    | 1 1/4艇身                            | ●                                    | 6分11秒3                             |                                      |
| 81   | 2012年4月15日 | 隅田川                                   | 11分42秒10                           | ●                                    | 4艇身                                | ○                                    | 11分28秒17                           |                                      |
| 82   | 2013年4月21日 | 隅田川: 3,750 m                          | 14分17秒37                           | ●                                    | 7艇身                                | ○                                    | 13分53秒68                           |                                      |
| 83   | 2014年4月13日 | 隅田川: 3,750 m                          | 11分16秒53                           | ●                                    | 1 1/4艇身                            | ○                                    | 11分12秒62                           |                                      |
| 84   | 2015年4月19日 | 隅田川: 3,750 m                          |                                      | ●                                    | 失格                                 | ○                                    | 10分28秒98                           |                                      |
| 85   | 2016年4月17日 | 隅田川: 3,750 m                          |                                      | ●                                    |                                      | ○                                    |                                      |                                      |
| 86   | 2017年4月16日 | 隅田川: 3,750 m                          |                                      | ○                                    |                                      | ●                                    |                                      |                                      |
| 87   | 2018年4月15日 | 隅田川: 3,750 m                          |                                      | ○                                    |                                      | ●                                    |                                      |                                      |
| 88   | 2019年4月14日 | 隅田川: 3,750 m                          |                                      | ○                                    |                                      | ●                                    |                                      |                                      |
| 89   | 2020年4月19日 | 隅田川: 3,750 m                          | 新型コロナウイルス感染拡大により中止 | 新型コロナウイルス感染拡大により中止 | 新型コロナウイルス感染拡大により中止 | 新型コロナウイルス感染拡大により中止 | 新型コロナウイルス感染拡大により中止 | 新型コロナウイルス感染拡大により中止 |
| 90   | 2021年4月18日 | 隅田川: 3,750 m                          | 12分24秒142                          | ●                                    |                                      | ○                                    | 12分24秒142                          |                                      |
| 91   | 2022年4月17日 | 隅田川: 3,750 m                          | 10分41秒61                           | ○                                    | 50cm                                 | ●                                    | 10分41秒90                           |                                      |

記録の出典
- 早慶レガッタ

## ラグビー

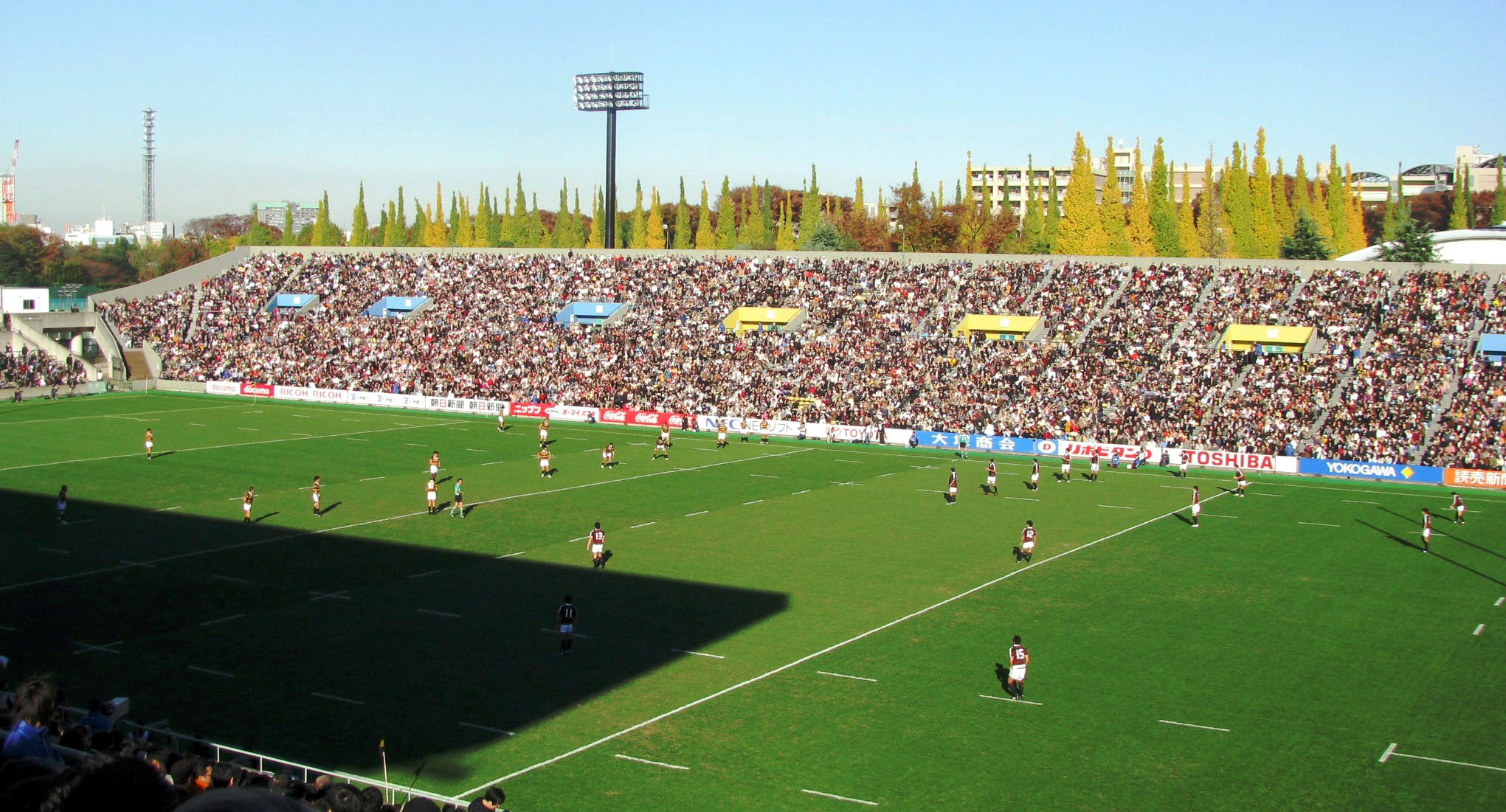
ラグビー早慶戦

関東大学ラグビー対抗戦グループにおける早稲田と慶應の試合であり、1922年（大正11年）以来、毎年11月23日（勤労感謝の日）に開催される。また、3月に行われる「全早慶明三大学対抗戦」においても、現役・OB混成チームによる「全早稲田対全慶應」の試合が行われる。

### 歴史
1899年（明治32年）、慶應義塾體育會蹴球部の母体が誕生。日本人初のラグビーチームとなる。1910年（明治43年）の第三高等学校（京都大学の前身）、1911年（明治44年）の同志社専門学校（後の同志社大学）に続き、1918年（大正7年）に早稲田大学ラグビー蹴球部が誕生。
1906年（明治39年）に起きた早慶野球試合でのトラブル以降、慶應義塾と早稲田は両校でのスポーツ試合が禁じられていた。
1920年（大正9年）に慶應義塾ラグビー部OBを中心に関東各校OBからなるAll Japan Rugby Association（AJRA）を設立、1922年（大正11年）にラグビー早慶戦を初開催し、両校のスポーツ交流を16年ぶりに再開させた。AJRAは、関東ラグビーフットボール協会の母体となった。
1922年（大正11年）11月23日、第1回早慶戦は慶應義塾の三田グラウンドで実施した。14-0で慶應義塾が勝利。国内ラグビー試合で初めて入場料を徴収する予定だったが、アマチュアリズムに関する議論を呼び、断念した。11月23日は、当時は新嘗祭という祝日（戦後は勤労感謝の日）で、晴れの特異日でもあることから選ばれた。以後、原則として毎年11月23日に実施されている。
1931年（昭和6年）11月23日、第10回早慶戦が行われた明治神宮外苑競技場の入場者数（関係者や報道も含む）は、10,299人。
1942年（昭和17年）5月16日、前年（第20回）まで11月23日に開催されていた早慶戦を春に実施（第21回）。
1942年（昭和17年）11月23日に予定されていた第22回早慶戦は、空襲警報発令により11月29日に延期開催された。以後4年間行われず、再開は終戦翌年の1946年からとなる。
1946年（昭和21年）11月23日、早慶戦が4年ぶりに明治神宮外苑競技場で開催される。9-8で慶應義塾が勝利。
1953年（昭和28年）2月1日にNHK東京テレビジョン（JOAK-TV）が開局。同年から毎年、早慶戦がテレビ中継される。
1984年（昭和59年）11月23日、第61回早慶戦において、国立競技場（国立霞ヶ丘競技場陸上競技場）のチケット販売が同施設歴代8位の64,001人となった。当時は空前のラグビーブームで、早慶戦は1983年から5回にわたり国立競技場で開催した。それ以後は秩父宮ラグビー場で35回開催。
2023年（令和5年）11月23日、第100回早慶戦を2020東京オリンピックで改築された国立競技場で開催した。早稲田が43-19で勝利し、全100試合通算は73勝7分20敗となった。入場者数は27,609人。

### 戦績

#### リーグ戦（対抗戦）
■早稲田大学ラグビー蹴球部：74勝7分20敗
■慶應義塾體育會蹴球部：20勝7分74敗
| 回数 | 年月日         | 会場                       | 早稲田 | 早稲田 |   | 慶應 | 慶應 | 観客数 |
| ---- | -------------- | -------------------------- | ------ | ------ | - | ---- | ---- | ------ |
| 1    | 1922年11月23日 | 三田グラウンド             | 0      | ●      | ─ | ○    | 14   |        |
| 2    | 1923年11月23日 | 戸塚グラウンド             | 3      | ●      | ─ | ○    | 20   |        |
| 3    | 1924年11月23日 | 三田グラウンド             | 0      | ●      | ─ | ○    | 17   |        |
| 4    | 1925年11月23日 | 戸塚グラウンド             | 3      | ●      | ─ | ○    | 8    |        |
| 5    | 1926年11月23日 | 明治神宮外苑野球場         | 8      | △      | ─ | △    | 8    |        |
| 6    | 1927年11月23日 | 明治神宮外苑野球場         | 8      | ○      | ─ | ●    | 6    |        |
| 7    | 1928年11月23日 | 明治神宮外苑競技場         | 5      | ●      | ─ | ○    | 16   |        |
| 8    | 1929年11月23日 | 明治神宮外苑競技場         | 3      | ●      | ─ | ○    | 6    |        |
| 9    | 1930年11月23日 | 明治神宮外苑競技場         | 3      | ●      | ─ | ○    | 19   |        |
| 10   | 1931年11月23日 | 明治神宮外苑競技場         | 12     | ○      | ─ | ●    | 5    | 10,299 |
| 11   | 1932年11月23日 | 明治神宮外苑競技場         | 33     | ○      | ─ | ●    | 5    |        |
| 12   | 1933年11月23日 | 明治神宮外苑競技場         | 11     | ○      | ─ | ●    | 6    |        |
| 13   | 1934年11月23日 | 明治神宮外苑競技場         | 24     | ○      | ─ | ●    | 16   |        |
| 14   | 1935年11月23日 | 明治神宮外苑競技場         | 19     | ○      | ─ | ●    | 6    |        |
| 15   | 1936年11月23日 | 明治神宮外苑競技場         | 26     | ○      | ─ | ●    | 6    |        |
| 16   | 1937年11月23日 | 明治神宮外苑競技場         | 41     | ○      | ─ | ●    | 0    |        |
| 17   | 1938年11月23日 | 明治神宮外苑競技場         | 36     | ○      | ─ | ●    | 13   |        |
| 18   | 1939年11月23日 | 明治神宮外苑競技場         | 37     | ○      | ─ | ●    | 9    |        |
| 19   | 1940年11月23日 | 明治神宮外苑競技場         | 33     | ○      | ─ | ●    | 11   |        |
| 20   | 1941年11月23日 | 明治神宮外苑競技場         | 24     | ○      | ─ | ●    | 6    |        |
| 21   | 1942年5月16日  | 明治神宮外苑競技場         | 21     | ○      | ─ | ●    | 8    |        |
| 22   | 1942年11月29日 | 明治神宮外苑競技場         | 5      | ●      | ─ | ○    | 11   |        |
| 23   | 1946年11月23日 | 明治神宮外苑競技場         | 8      | ●      | ─ | ○    | 9    |        |
| 24   | 1947年11月23日 | 東京ラグビー場             | 41     | ○      | ─ | ●    | 3    |        |
| 25   | 1948年11月23日 | 東京ラグビー場             | 3      | △      | ─ | △    | 3    |        |
| 26   | 1949年11月23日 | 東京ラグビー場             | 32     | ○      | ─ | ●    | 0    |        |
| 27   | 1950年11月23日 | 東京ラグビー場             | 9      | ○      | ─ | ●    | 0    |        |
| 28   | 1951年11月23日 | 東京ラグビー場             | 9      | ○      | ─ | ●    | 8    |        |
| 29   | 1952年11月23日 | 東京ラグビー場             | 17     | ○      | ─ | ●    | 11   |        |
| 30   | 1953年11月23日 | 秩父宮ラグビー場           | 14     | ○      | ─ | ●    | 6    |        |
| 31   | 1954年11月23日 | 秩父宮ラグビー場           | 19     | △      | ─ | △    | 19   |        |
| 32   | 1955年11月23日 | 秩父宮ラグビー場           | 5      | ●      | ─ | ○    | 11   |        |
| 33   | 1956年11月23日 | 秩父宮ラグビー場           | 26     | ○      | ─ | ●    | 8    |        |
| 34   | 1957年11月23日 | 秩父宮ラグビー場           | 20     | ○      | ─ | ●    | 9    |        |
| 35   | 1958年11月23日 | 秩父宮ラグビー場           | 16     | ○      | ─ | ●    | 11   |        |
| 36   | 1959年11月23日 | 秩父宮ラグビー場           | 16     | ○      | ─ | ●    | 3    |        |
| 37   | 1960年11月23日 | 秩父宮ラグビー場           | 0      | △      | ─ | △    | 0    |        |
| 38   | 1961年11月23日 | 秩父宮ラグビー場           | 6      | ●      | ─ | ○    | 8    |        |
| 39   | 1962年11月23日 | 秩父宮ラグビー場           | 5      | ●      | ─ | ○    | 6    |        |
| 40   | 1963年11月23日 | 秩父宮ラグビー場           | 29     | ○      | ─ | ●    | 6    |        |
| 41   | 1964年11月23日 | 秩父宮ラグビー場           | 27     | ○      | ─ | ●    | 9    |        |
| 42   | 1965年11月23日 | 秩父宮ラグビー場           | 20     | ○      | ─ | ●    | 3    |        |
| 43   | 1966年11月23日 | 秩父宮ラグビー場           | 27     | ○      | ─ | ●    | 8    |        |
| 44   | 1967年11月23日 | 秩父宮ラグビー場           | 39     | ○      | ─ | ●    | 9    |        |
| 45   | 1968年11月23日 | 秩父宮ラグビー場           | 22     | ○      | ─ | ●    | 14   |        |
| 46   | 1969年11月23日 | 秩父宮ラグビー場           | 33     | ○      | ─ | ●    | 15   |        |
| 47   | 1970年11月23日 | 秩父宮ラグビー場           | 24     | ○      | ─ | ●    | 11   |        |
| 48   | 1971年11月23日 | 秩父宮ラグビー場           | 30     | ○      | ─ | ●    | 16   |        |
| 49   | 1972年11月23日 | 秩父宮ラグビー場           | 19     | ○      | ─ | ●    | 3    |        |
| 50   | 1973年11月23日 | 国立霞ヶ丘競技場陸上競技場 | 25     | ○      | ─ | ●    | 16   |        |
| 51   | 1974年11月23日 | 国立霞ヶ丘競技場陸上競技場 | 11     | ○      | ─ | ●    | 3    |        |
| 52   | 1975年11月23日 | 国立霞ヶ丘競技場陸上競技場 | 16     | ○      | ─ | ●    | 6    |        |
| 53   | 1976年11月23日 | 秩父宮ラグビー場           | 46     | ○      | ─ | ●    | 3    |        |
| 54   | 1977年11月23日 | 秩父宮ラグビー場           | 17     | ●      | ─ | ○    | 34   |        |
| 55   | 1978年11月23日 | 秩父宮ラグビー場           | 4      | ●      | ─ | ○    | 22   |        |
| 56   | 1979年11月23日 | 秩父宮ラグビー場           | 15     | ○      | ─ | ●    | 3    |        |
| 57   | 1980年11月23日 | 秩父宮ラグビー場           | 16     | △      | ─ | △    | 16   |        |
| 58   | 1981年11月23日 | 秩父宮ラグビー場           | 25     | ○      | ─ | ●    | 16   |        |
| 59   | 1982年11月23日 | 秩父宮ラグビー場           | 24     | ○      | ─ | ●    | 12   |        |
| 60   | 1983年11月23日 | 国立霞ヶ丘陸上競技場       | 6      | ○      | ─ | ●    | 4    |        |
| 61   | 1984年11月23日 | 国立霞ヶ丘陸上競技場       | 11     | ●      | ─ | ○    | 12   |        |
| 62   | 1985年11月23日 | 国立霞ヶ丘陸上競技場       | 13     | ○      | ─ | ●    | 7    |        |
| 63   | 1986年11月23日 | 国立霞ヶ丘陸上競技場       | 18     | ○      | ─ | ●    | 15   |        |
| 64   | 1987年11月23日 | 国立霞ヶ丘陸上競技場       | 39     | ○      | ─ | ●    | 6    |        |
| 65   | 1988年11月23日 | 秩父宮ラグビー場           | 34     | ○      | ─ | ●    | 6    |        |
| 66   | 1989年11月23日 | 秩父宮ラグビー場           | 39     | ○      | ─ | ●    | 15   |        |
| 67   | 1990年11月23日 | 秩父宮ラグビー場           | 40     | ○      | ─ | ●    | 0    |        |
| 68   | 1991年11月23日 | 秩父宮ラグビー場           | 25     | ○      | ─ | ●    | 13   |        |
| 69   | 1992年11月23日 | 秩父宮ラグビー場           | 54     | ○      | ─ | ●    | 13   |        |
| 70   | 1993年11月23日 | 秩父宮ラグビー場           | 40     | ○      | ─ | ●    | 15   |        |
| 71   | 1994年11月23日 | 秩父宮ラグビー場           | 80     | ○      | ─ | ●    | 10   |        |
| 72   | 1995年11月23日 | 秩父宮ラグビー場           | 26     | ○      | ─ | ●    | 8    |        |
| 73   | 1996年11月23日 | 秩父宮ラグビー場           | 17     | ●      | ─ | ○    | 18   |        |
| 74   | 1997年11月23日 | 秩父宮ラグビー場           | 12     | ●      | ─ | ○    | 42   |        |
| 75   | 1998年11月23日 | 秩父宮ラグビー場           | 35     | ○      | ─ | ●    | 21   |        |
| 76   | 1999年11月23日 | 秩父宮ラグビー場           | 21     | ●      | ─ | ○    | 29   |        |
| 77   | 2000年11月23日 | 秩父宮ラグビー場           | 10     | ●      | ─ | ○    | 31   |        |
| 78   | 2001年11月23日 | 秩父宮ラグビー場           | 54     | ○      | ─ | ●    | 21   |        |
| 79   | 2002年11月23日 | 秩父宮ラグビー場           | 74     | ○      | ─ | ●    | 5    |        |
| 80   | 2003年11月23日 | 秩父宮ラグビー場           | 56     | ○      | ─ | ●    | 29   |        |
| 81   | 2004年11月23日 | 秩父宮ラグビー場           | 73     | ○      | ─ | ●    | 17   | 24,659 |
| 82   | 2005年11月23日 | 秩父宮ラグビー場           | 54     | ○      | ─ | ●    | 0    | 23,836 |
| 83   | 2006年11月23日 | 秩父宮ラグビー場           | 41     | ○      | ─ | ●    | 26   | 22,653 |
| 84   | 2007年11月23日 | 秩父宮ラグビー場           | 40     | ○      | ─ | ●    | 0    | 24,207 |
| 85   | 2008年11月23日 | 秩父宮ラグビー場           | 34     | ○      | ─ | ●    | 17   | 22,289 |
| 86   | 2009年11月23日 | 秩父宮ラグビー場           | 20     | △      | ─ | △    | 20   | 23,430 |
| 87   | 2010年11月23日 | 秩父宮ラグビー場           | 8      | ●      | ─ | ○    | 10   | 22,121 |
| 88   | 2011年11月23日 | 秩父宮ラグビー場           | 54     | ○      | ─ | ●    | 24   | 19,658 |
| 89   | 2012年11月23日 | 秩父宮ラグビー場           | 31     | ○      | ─ | ●    | 10   | 12,524 |
| 90   | 2013年11月23日 | 秩父宮ラグビー場           | 69     | ○      | ─ | ●    | 7    | 19,164 |
| 91   | 2014年11月23日 | 秩父宮ラグビー場           | 25     | △      | ─ | △    | 25   | 19,304 |
| 92   | 2015年11月23日 | 秩父宮ラグビー場           | 32     | ○      | ─ | ●    | 31   | 18,401 |
| 93   | 2016年11月23日 | 秩父宮ラグビー場           | 25     | ○      | ─ | ●    | 23   | 18,226 |
| 94   | 2017年11月23日 | 秩父宮ラグビー場           | 23     | ○      | ─ | ●    | 21   | 18,226 |
| 95   | 2018年11月23日 | 秩父宮ラグビー場           | 21     | ○      | ─ | ●    | 14   | 19,197 |
| 96   | 2019年11月23日 | 秩父宮ラグビー場           | 17     | ○      | ─ | ●    | 10   | 16,393 |
| 97   | 2020年11月23日 | 秩父宮ラグビー場           | 22     | ○      | ─ | ●    | 11   | 9,531  |
| 98   | 2021年11月23日 | 秩父宮ラグビー場           | 40     | ○      | ─ | ●    | 33   | 10,597 |
| 99   | 2022年11月23日 | 秩父宮ラグビー場           | 19     | ○      | ─ | ●    | 13   | 10,812 |
| 100  | 2023年11月23日 | 国立競技場                 | 43     | ○      | ─ | ●    | 19   | 27,609 |
| 101  | 2024年11月23日 | 秩父宮ラグビー場           | 57     | ○      | ─ | ●    | 3    | 14,677 |

#### 大学選手権他
■早稲田大学ラグビー蹴球部：8勝1分2敗
■慶應義塾體育會蹴球部：2勝1分8敗
| 大会                        | 年月日         | 会場                 | 早稲田 | 早稲田 |   | 慶應 | 慶應 | 観客数 |
| --------------------------- | -------------- | -------------------- | ------ | ------ | - | ---- | ---- | ------ |
| 第6回極東選手権競技大会決勝 | 1923年5月27日  | 大阪市               | 6      | ●      | ─ | ○    | 11   |        |
| 第5回大学選手権決勝         | 1969年1月5日   | 秩父宮ラグビー場     | 14     | △      | ─ | △    | 14   |        |
| 第9回大学選手権準決勝       | 1973年1月4日   | 秩父宮ラグビー場     | 22     | ○      | ─ | ●    | 9    |        |
| 第12回大学選手権準決勝      | 1976年1月2日   | 国立霞ヶ丘陸上競技場 | 36     | ○      | ─ | ●    | 9    |        |
| 第13回大学選手権準決勝      | 1977年1月1日   | 秩父宮ラグビー場     | 15     | ○      | ─ | ●    | 13   |        |
| 第22回大学選手権準決勝      | 1985年12月28日 | 国立霞ヶ丘陸上競技場 | 6      | ●      | ─ | ○    | 15   |        |
| 第38回大学選手権準決勝      | 2002年1月2日   | 国立霞ヶ丘陸上競技場 | 36     | ○      | ─ | ●    | 7    |        |
| 第42回大学選手権2回戦       | 2005年12月25日 | 秩父宮ラグビー場     | 26     | ○      | ─ | ●    | 8    | 14,087 |
| 第43回大学選手権2回戦       | 2006年12月24日 | 秩父宮ラグビー場     | 33     | ○      | ─ | ●    | 22   | 18,150 |
| 第44回大学選手権決勝        | 2008年1月12日  | 国立霞ヶ丘陸上競技場 | 26     | ○      | ─ | ●    | 6    | 23,694 |
| 第55回大学選手権準々決勝    | 2018年12月22日 | 秩父宮ラグビー場     | 20     | ○      | ─ | ●    | 19   | 11,397 |

記録の出典
- 慶應義塾體育會蹴球部OfficialWebsite
- 資料室 | 早稲田大学ラグビー蹴球部公式サイト

## 柔道
初めての早慶戦は1902年（明治35年）に行われており、これは野球より先んじている。しかしその後は中断期や、大学予科生のみ参加する予科戦として行われた時期を挟んでおり、「在学生全体による定期対抗戦」としての体制が確立したのは1940年（昭和15年）からである。
1902年6月8日に最初の対抗戦が三田山上道場で行われた。この回の出場者には前田光世（早稲田）の名もある。翌1903年にも行われたが、その後しばらく途絶える。
1928年11月28日、早慶両校の大学予科（早稲田高等学院、慶應予科高等部）による対抗戦として復活。この頃には、すでに野球をはじめ他競技での早慶戦が盛り上がっていたこともあり、会場となった陸軍戸山学校道場の観覧席はたいへんな盛況であったと伝わる。しかし1930年の第3回では事前の日程決め、および当日の試合内でいくつかのトラブルが発生。元々この予科戦は、在学生全体による「全早慶戦」が実現するまでの過渡的前哨戦として立ち上げられたが、両校によるルール策定で出場選手数の意見が折り合わず、前述のトラブルも遠因となっていったん中断される。
1934年11月18日「復活第1回」と冠し、講道館にて予科戦が復活。1936年の復活第3回まで行われたが、全早慶戦への発展にあたって出場選手数の問題が再燃し、三たび中断される。
1940年に交渉がまとまり、予科戦から全早慶戦に発展した「第1回早慶対抗柔道戦」として改めて立ち上げられた。第1回は同年11月1日に講道館で行われ、6,000から7,000人の大観衆が見守る中、早稲田が勝利した。試合の名称や優勝カップへの刻字について、慶應義塾長の小泉信三から「設立の序列から『慶早』とすべき」との指示があったが早稲田側が受け入れず、両校によるじゃんけんで「早慶」に決まったという。
1943年の第4回大会の後、大東亜戦争の拡大に伴い中断。戦後、GHQにより学校武道が禁止された期間を挟んで1953年の第5回大会で復活し、その後も続いている。2018年より、女子の部も併催されている。

## 陸上競技
第1回早慶対抗陸上競技会は1923年7月15日に行われ、慶應が勝利した。2024年現在の対戦成績は早稲田77勝、慶應20勝、中止3回。女子は早稲田3勝。現在は9月に偶数年は早大織田幹雄記念陸上競技場、奇数年は慶大日吉陸上競技場で開催されている。

## テニス
第1回早慶庭球試合は1924年4月26日と27日に大森コートで行われ、早6 - 3慶で早稲田が勝利した。

## 競泳
第1回早慶水上対抗競技会は1927年6月12日に芝公園プールで行われ、早88 - 48慶で早稲田が勝利した。

## ボクシング
初のボクシング早慶戦は1929年10月16日に早大大隈講堂で行われ、早4 - 3.5慶で早稲田が勝利した。

## 体操競技
第1回早慶対抗器械体操競技会は1929年11月17日に三田綱町グラウンドで行われ、早44-70慶で慶應が勝利した。

## レスリング
第1回レスリング早慶戦は1935年4月21日に日比谷新音楽堂で行われ、6-3で早稲田が勝利した。

## アメリカンフットボール
初のアメリカンフットボール早慶戦は1935年11月17日に芝公園競技場で行われ、早31 - 0慶で早稲田が勝利した。
定期戦としての早稲田大学米式蹴球部ビッグベアーズと慶應義塾體育會アメリカンフットボール部の対戦は、1953年に第1回大会が開催された。2015年までの対戦成績は慶應義塾の39勝23敗1分。

## バスケットボール
例年6月上旬に男女併せて開催される。両校とも関東大学バスケットボール連盟及び関東大学女子バスケットボール連盟に所属し、東京六大学リーグでも顔を合わせるが、これらとは別に定期戦として行われている。会場は国立代々木競技場第二体育館だが、年度によっては一方の大学で行う場合もある。
第1回は1940年。1957年からは女子も始まった。現在は開会式前に前座試合も行われており、男子Bチーム戦あるいはOB戦が組まれる。2013年までの成績は男子37勝34敗、女子31勝26敗でいずれも早稲田が勝ち越している。早稲田女子は2009年に初めて勝ち越した。
なお、男子の試合は過去にバスケットボールジャパンTV（bjtv）で配信されたこともあった。

## 合気道
「早慶合氣道定期競技会」と呼ばれ、両校の特色は「剛の早稲田」「柔の慶應」と評されている。本来であれば日本合気道協会（乱取競技を重視）に所属する早稲田大学合気道部と心身統一合氣道会（演武競技を重視）に所属する慶應義塾體育會合氣道部との交流は困難であるが、早慶戦においては通常実施される乱取競技に代えて審査制乱取稽古を導入することにより競技を可能にしている。また本競技会の他にも両校は毎月1回の「早慶合同稽古」を通じて親睦を深めている。学生が主体的に運営しており、合同稽古や競技会の前後には両校の学生によるミーティングが開かれている。例年10月に行われる競技会は一年間の集大成であり、最高学年である4年生は多くの場合に本競技会を最後に引退する。2020年1月現在は早大合気道部が3連覇している。

## 囲碁
例年12月第一週日曜に開催、「オール早慶囲碁」の名で日本棋院で開催されている。参加資格が現役・OB・会員のほか、会員の親族や家族なら他大学卒の人も参加できるのが大きな特徴である。そういった経緯もあり年が経つと対抗戦より交流戦・イベントの雰囲気が強い。

## 美酒早慶戦
例年8月末 - 9月上旬に開催される、「日本酒早慶戦」。早稲田大学出身と慶應義塾大学出身の蔵元が出品する、各蔵元を代表する大吟醸などの自慢の酒を参加者が利き酒し、「蔵元出身大学対抗」という切り口で勝敗を決するイベント。2011年に起きた東日本大震災への義援金を集めるという目的で、1979年慶應義塾大学卒の同期生が立ち上げた「120慶應美酒会」が中心となって始まった。本イベントで募ったチャリティーの収益金は、東日本大震災被災児童支援に充てられている。また、早慶の酒蔵が率先して進めているグローバル化、および地域振興のための活動を応援していくなどの目的も有している。

### これまでの対戦成績

#### 第一回（2011年）
- 【団体戦優勝】早稲田
- 【個人戦】
  - 1位：「純米大吟醸　臥龍梅・愛山」三和酒造 (静岡県) ・慶應
  - 2位：「獺祭　純米大吟醸　磨き二割三分」旭酒造 (山口県)・早稲田
  - 3位：「純米大吟醸　まんさくの花」日の丸醸造 (秋田県) ・慶應

#### 第二回（2012年）
- 【団体戦優勝】慶應
- 【個人戦】
  - 1位：「純米大吟醸古酒　浦霞　平成20BY」佐浦 (宮城県) ・慶應
  - 2位：「獺祭　純米大吟醸　磨き二割三分」旭酒造 (山口県)・早稲田
  - 2位：「陸奥八仙　純米大吟醸　華想い40」八戸酒造 (青森県) ・慶應
- 【ベストボトルデザイン賞】
  - 早稲田：「麒麟山　純米大吟醸　ブルーボトル」麒麟山酒造 (新潟県)
  - 慶應：「純米大吟醸　路上有花」西山酒造場 (兵庫県)

#### 第三回（2013年）
- 【団体戦優勝】慶應
- 【個人戦】
  - 1位：「黒松仙醸 純米大吟醸 桜雲橋」仙醸 (長野県) ・慶應
  - 2位：「菊泉 彩のあわ雪」滝澤酒造 (埼玉県) ・早稲田
  - 3位：「梵　極秘蔵大吟醸」加藤吉平商店 (福井県) ・慶應
- 【ベストボトルデザイン賞】
  - 早稲田：「純米大吟醸 国権」国権酒造 (福島県)
  - 慶應：「心楽 純米吟醸」西山酒造場 (兵庫県)

#### 第四回（2014年）
- 【団体戦優勝】早稲田
- 【個人戦】
  - 1位：「獺祭 純米大吟醸 磨き二割三分」旭酒造(山口県)・早稲田
  - 2位：「純米吟醸生詰め原酒 まんさくの花 亀の尾」日の丸醸造(秋田県)・慶應
  - 3位：「純米大吟醸 一路」出羽桜酒造(山形県)・早稲田

#### 第五回（2015年）
- 【団体戦優勝】慶應
- 【個人戦】
  - 1位：「獺祭 純米大吟醸 磨き二割三分」旭酒造(山口県)・早稲田
  - 2位：「まんさくの花　爽々酒　純米吟醸生原酒」 日の丸醸造(秋田県)・慶應
  - 3位：「鶴齢　純米大吟醸 東条産山田錦３７％精米」青木酒造(新潟県)・慶應

#### 第六回（2016年）
- 【団体戦優勝】早稲田
- 【個人戦】
  - １位：「陸奥八仙　大吟醸 華想い４０％」 八戸酒造(青森県)・慶應
  - 2位：「エクストラ大吟醸　浦霞2014BY」 （株）佐浦(宮城県)・慶應
  - 3位：「獺祭　純米大吟醸 磨き二割三分」 旭酒造(山口県)・早稲田
- 会場日時：2016年9月3日

#### 第七回（2017年）
- 【団体戦優勝】慶應
- 【個人戦】
  - １位：「純米大吟醸　臥龍梅・山田錦３５％ 斗瓶取り雫原酒」三和酒造 (静岡県) ・慶應
  - 2位：「エクストラ大吟醸　浦霞」（株）佐浦(宮城県)・慶應
  - 3位：「真野鶴　緑山生　純米大吟醸」尾畑酒造（新潟県）・慶應

#### 第八回（2018年）
- 【団体戦優勝】早稲田
- 【個人戦】
  - 1位：「分福　大吟醸袋吊り斗ビン取り雫原酒」（群馬県、分福酒造）・慶應
  - 2位：「菊美人　大吟醸しずくとり斗瓶囲い」（福岡県、菊美人酒造）・早稲田
  - 3位：「まんさくの花　純米吟醸なま酒爽々酒」（秋田県、日の丸酒造）・慶應
- 会場日時：2018年9月1日（土）12：00～15：30、コートヤード・マリオット銀座東武ホテル

#### 第九回（2019年）
- 【団体戦優勝】慶應
- 会場日時：2019年9月7日（土）

#### 2020年度
- 新型コロナウイルス感染症感染拡大防止の観点から大会初の中止

## 応援合戦

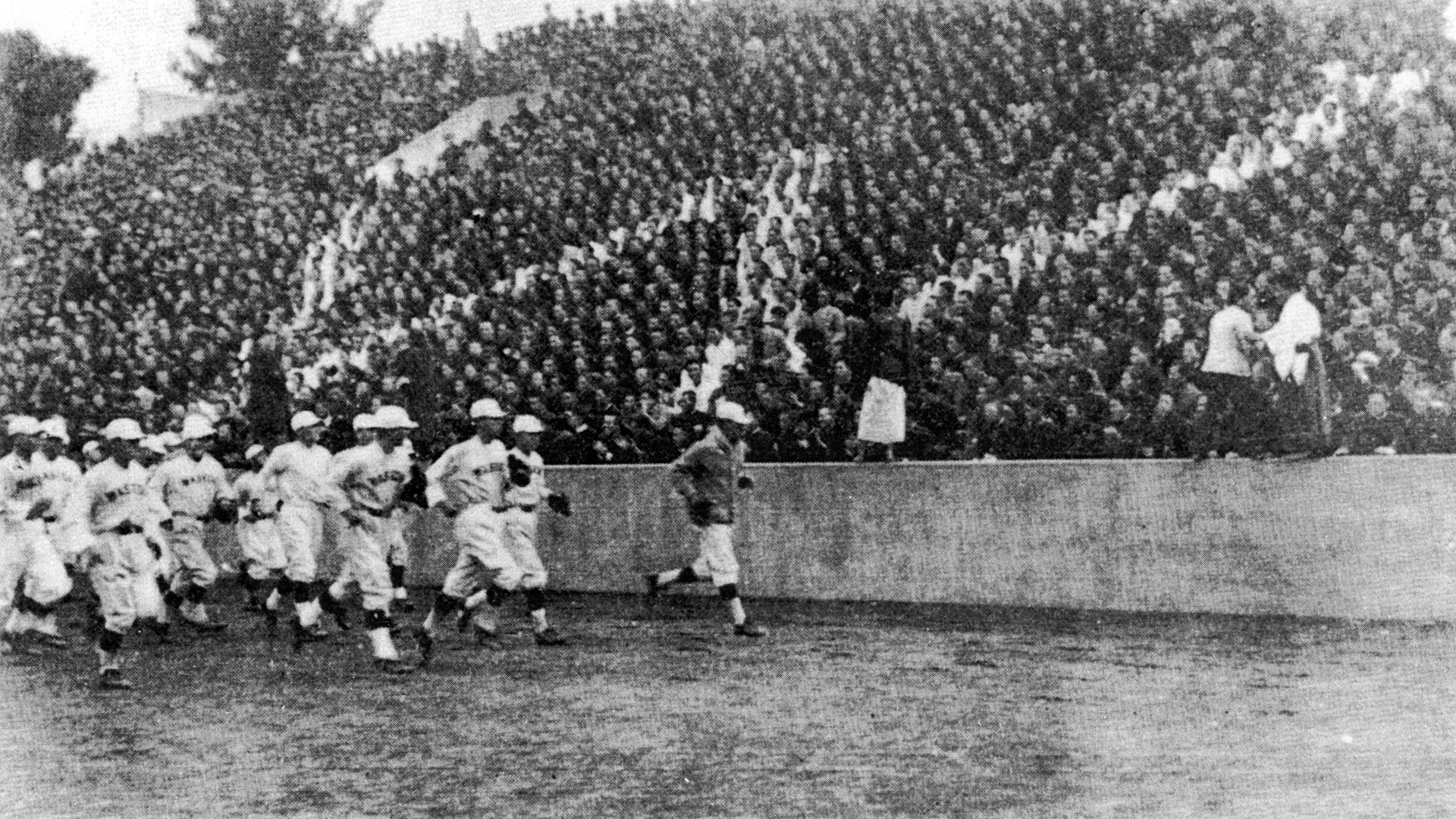
早稲田応援団の人文字（1928年秋）

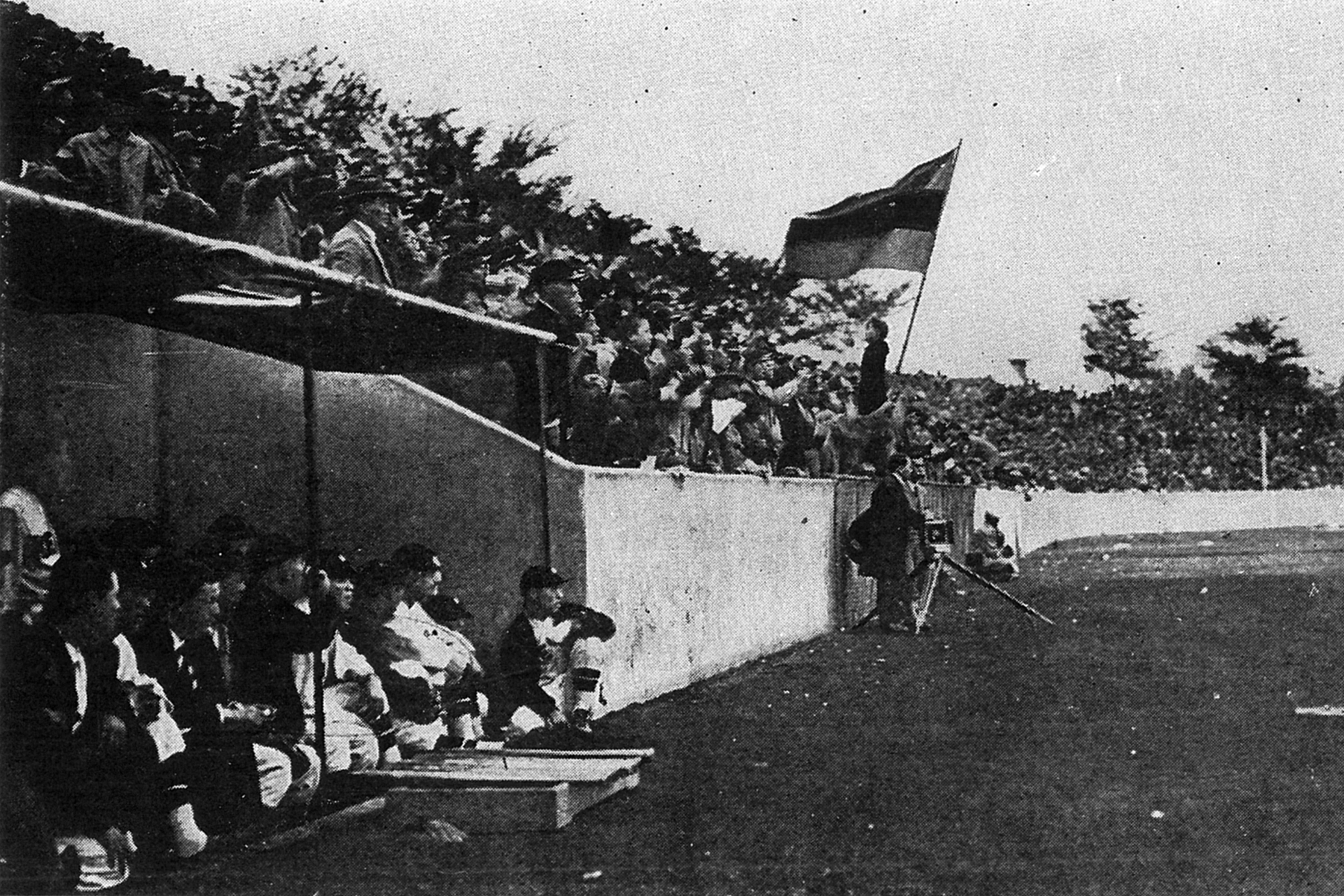
応援旗を掲げる慶應応援団（1929年）

ここでは野球の応援合戦について触れる。両校応援（指導）部が応援に携わらないラグビーのような例を除けば、レガッタ・サッカーなどの各定期戦で華やかな応援合戦が展開されるが、そのもとは野球におけるそれからである。
早慶戦の歴史は応援合戦の歴史でもある。掛け声から拍手、応援曲・応援歌、エール交換など、早慶両校は競って新たな応援歌・応援スタイルを編み出してきた。ともすれば相手を貶め礼を失する応援（代表的なものがプロ野球における相手打者凡退時の楽曲演奏）がはびこる中、味方を熱烈に応援しながらも決して相手を貶めず尊敬を忘れない応援姿勢は、かつて早慶戦が応援の加熱から中止に至る、あるいは「リンゴ事件」などの大騒動を引き起こした苦い経験をもとにしたからであるが、今日まで日本におけるスポーツ応援の最高峰の位置を占め、日本のスポーツ応援に多大な影響を及ぼしてきた。現在は早稲田大学応援部と慶應義塾大学應援指導部の両団体が学生応援をリードしている。
応援歌として代表的な作品は、1927年発表の慶應『若き血』、それに対抗して早稲田が1931年に発表した『紺碧の空』の2曲。共に現在も両校の第一応援歌として、1回・8回・9回（延長）の攻撃時、味方の得点時（1988年以前は守備中の失点時にも）に歌われている。なお、7回攻撃時の校歌斉唱の際、慶應は『若き血』を右拳を振り上げながら歌う。これは塾歌が長いために歌っている途中に味方の攻撃が終わってしまうことがしばしばあったためだと言われている。
この他、慶應が1946年に発表した応援歌『我ぞ覇者』は「よくぞ来たれり好敵早稲田」、「早稲田を倒せ」という歌詞を盛り込み、『紺碧の空』を手がけた古関裕而に作曲を依頼するなど、早稲田への対抗心を露わにした作品であった。早稲田も対抗して翌1947年「慶應倒し意気あげて」の歌詞を盛り込んだ応援歌『ひかる青雲』を発表している。『ひかる青雲』もまた、古関の作曲になるものであった。このほか、慶應の応援歌は『三色旗の下に』など、藤山一郎の作曲によるものが多い。早稲田の応援歌は古関裕而作曲のものが多いが、青島幸男・タモリも作詞・作曲者に名を連ねている。
プロ野球の応援曲は選手個人のものが大半で、打者毎に演奏・歌われるのに対し、六大学の応援曲はチームに対するもので、攻撃開始時→出塁時→進塁時→チャンス時→得点時と、局面によって応援曲や拍手・コールを次々と変えて応援する。
戦後からしばらく、攻撃中の応援は拍手とかけ声、応援歌によるものだったが、早慶両校がこの応援形態に革命を起こした。早稲田は1965年『コンバットマーチ』を発表した。現役応援部員（当時）の三木佑二郎が、当時人気だったアメリカ作戦場ドラマ『コンバット!』のテーマ曲からヒントを得たこの作品は、従来の「応援歌」とは異なり、選手名や学校名、「慶應倒せ、オー!」等のフレーズを曲に合わせて叫ぶ「応援曲」であった。慶應も翌1966年『ダッシュケイオウ』を発表。この2曲の登場を追って、明治の『狙いうち』、法政の『チャンス法政』、立教の『立教ポパイ』、東大の『東大アトム』などが神宮に登場、6校で競って応援曲・応援パターンを開発してきた。これらの楽曲は高校野球の応援で多用され、それが電波を通して全国に普及、現在でも広く日本の野球応援で使用されている。また応援曲は攻撃中にとどまらず守備中にも使われてきたが、1988年の昭和天皇の重篤と周辺住民からの苦情を機に応援曲を使っての守備中応援は姿を消した。
応援スタイルにおいても、チアリーダー（1960年秋、早慶六連戦で慶應応援席に初登場）や吹奏楽団の使用、学ランではなくセーターを着ての応援、人文字、巨大デコレーション、紙製の角帽（早稲田）や三角帽（慶應）の使用など、両校様々な応援スタイルを考案している。
例年秋の早慶戦のみ、各学生席最上段に登場する巨大看板は早慶戦のもう一つの華で、時々の話題や優勝争いの状況などを盛り込んで、敵のキャラクターをやっつける姿が描かれたものとなっている。いずれも早慶の学生サークルが手作りしている。かつては早稲田が「フクちゃん」、慶應が「ミッキーマウス」をキャラクターにしていたが、いずれも著作権の関係からか姿を消した。
また1982年秋には、慶應の創設者である福澤諭吉が一万円札の肖像に選ばれた、という事態に対抗心を燃やしてか、早稲田側に大学創立100周年にちなんで、創設者の大隈重信を肖像にした「100万円札」の看板が登場した。
現在は、早稲田がOBの弘兼憲史作の、大学公式の熊のキャラクター「WASEDA BEAR（ワセダベア）」や、応援部独自のライオンのキャラクター「わーおくん」（応援歌「吼えろ早稲田の獅子」にちなむ）が、慶應は「ユニコン君」が登場する。
両校の附属校・系属校の生徒たちも学生席に入っての応援ができる。慶應側には幼稚舎の小学生たちと慶應湘南藤沢中高が三塁側に、早稲田側には早大学院・早大本庄・早稲田実業の小学生から高校生までの生徒たちが外野席に入ることがある（慶應湘南や早大学院、早大本庄、早実の場合授業扱い。来ない生徒は欠席扱いとされる）。
早慶戦のときは1日1試合であることから、他7週の試合では見られない様々な応援形態を見ることができる。先に述べた巨大看板もそうだが、午前中の応援合戦や両校による『早慶讃歌』の合同斉唱、試合前の応援席同士の掛け合い、エール交換の際の校旗入場などである。また、早慶戦のみ応援にマイクの使用が許されており、両校の放送研究会・無線工学研究会が放送を担当する。
エール交換の際の校旗入場も早慶戦独特のもの。早稲田は『早稲田の栄光』、慶應は『慶應讃歌』の吹奏のもと、応援（指導）部主将を先導に両校の第一校旗（早稲田は新大校旗、慶應は第一塾旗）が、学生席最上段から最前列に向かって入場する。応援（指導）部の所有する校旗の中でいずれも最も格式の高いものであり、入学・卒業式や早慶戦など、特別な場合にしか登場しないものである。また旗竿含め40kg以上の重い校旗を、体勢を崩さずに一歩一歩階段を下りる旗手（4年生が務め、早稲田は「旗手」、慶應は「旗手長」という幹部職である）は早慶戦応援の花形と言える。
入場の際には、それぞれの校旗・先導者・旗手の紹介を応援（指導）部員たち（主に3年生）がマイクを使って行い、先導者・旗手の紹介の際には部での役職の他に出身校・在籍学部も紹介され、紙吹雪の中を行進する。出身校紹介の際には有名校・無名校に関係なく「名門!」のかけ声があがる。この校旗入場があるため、通常は試合開始20分前のエール開始が早慶戦のみ25～30分前となっている（かつては内・外野別に入場式・エール交換を行っていたため、1時間前開始だった）。
なお、エール交換時には学生席は全員脱帽（肩にかけているものも外す）の上起立、相手校からの「フレーフレー」の声以外拍手はしないこと、歌唱・応援は応援（指導）部の指示のみによって行うことが、場を壊さないための最低限のマナーとなっている。
両校とも、試合終了後にはセレモニーを行っている（ただし優勝した時の最終戦後には行わない）。早稲田には『早稲田の栄光』、慶應には『丘の上』と、いずれも勝利したときにのみ肩を組みながら歌う勝利の歌がある。試合に敗れたときに歌われる歌もある（早稲田『えんじの歌』）。セレモニーではこの勝利の歌とともに「勝利の拍手」が行われる。
また、通常は応援台に一般学生が登壇することはないが、早慶戦に限っては登壇できることがある。かつては午前中に「素人演芸合戦」が行われたこともあり（世を忍ぶ学生姿のデーモン閣下が「田中角栄がバルタン星人に変身するまね」などの芸で人気を博した）、秋の早慶戦終了時には卒業する4年生たちが同じく最後の早慶戦となる応援部幹部・野球部員とともに応援台に上り、肩を組みながら校歌・応援歌を歌うというセレモニーが行われる（なかった年もある）。
戦前は応援の過熱によるトラブルが頻発したが、現代は時代背景の変化もあり、両校は「良きライバル」としての関係を強調している。試合開始前に応援部員が相手学生席を訪れる「陣中見舞い」（早稲田側では『ダッシュワセダ』、慶應側では「ワセダをた・お・せ!」に歌詞を変えた『コンバットマーチ』が歌われる）や、両校の学生が同時に歌う『早慶讃歌』等がその好例である。また小林克也作曲による「Blue　Sky　Waseda (Keio)」という応援歌は、試合中に同じ曲を歌詞（学校名のところ）だけ変えて早慶両校の応援席で使われる。
2007年、早稲田大学校歌が100周年、若き血が80周年の節目の年を迎えた。

## ○○の早慶戦
主に高校野球における早慶戦のような各地のライバル同士の一戦に、「○○の早慶戦」と名付ける慣習がある。それぞれのカードは、旧制中学時代からの流れを汲み、定期戦を行っているものも多い。以下はその主なものである。
旧制専門学校（戦前）
- 浜の早慶戦 - 横浜高商-横浜高工[74]

高校
※太字はいまだ高校野球全国大会に出場せず。
- 岩手の早慶戦 - 盛岡一-一関一[75][要文献特定詳細情報]
- 杜の都の早慶戦 - 仙台一-仙台二[76]
- 秋田の早慶戦 - 秋田-秋田商[77]
- 福島の早慶戦 - 福島-福島商[78]
- 常総（常総野）の早慶戦 - 下妻一-水海道一[79][80]
- 埼玉の早慶戦 - 浦和学院-春日部共栄[要出典]
- 浜の早慶戦 - 横浜商-横浜[要出典]
- 静岡の早慶戦 - 静岡-静岡商[81]
- 岐阜の早慶戦 - 岐阜-県岐阜商[82][83]
- 伊勢の早慶戦 - 伊勢-宇治山田[84]
- 扇港（神戸）の早慶戦 - 神戸-兵庫[85]
- 山陰の早慶戦 - 鳥取西-米子東[86]
- 岡山の早慶戦 - 岡山朝日-岡山操山、岡山東商-倉敷商[87]。略称は朝操戦。
- 広島の早慶戦 - 広島商-広陵[88]
- 四国の早慶戦 - 高松商-松山商[89][90]
- 香川の早慶戦 - 高松-高松商[91]
- 鹿児島の早慶戦 - 甲南-鶴丸[92]

大学
- 関西の早慶戦 - 同志社大-立命館大。略称は同立戦（立同戦）。
- 九州の早慶戦 - 西南学院大-福岡大。略称は西福戦（福西戦）。

社会人
- 満洲の早慶戦 - 満洲倶楽部-大連実業団[93]
- ハマの早慶戦 - 日本石油-日本鋼管[94][95]
- 日立の早慶戦 - 日立鉱山-日立製作所